# Lista de canções gravadas por Luísa Sonza

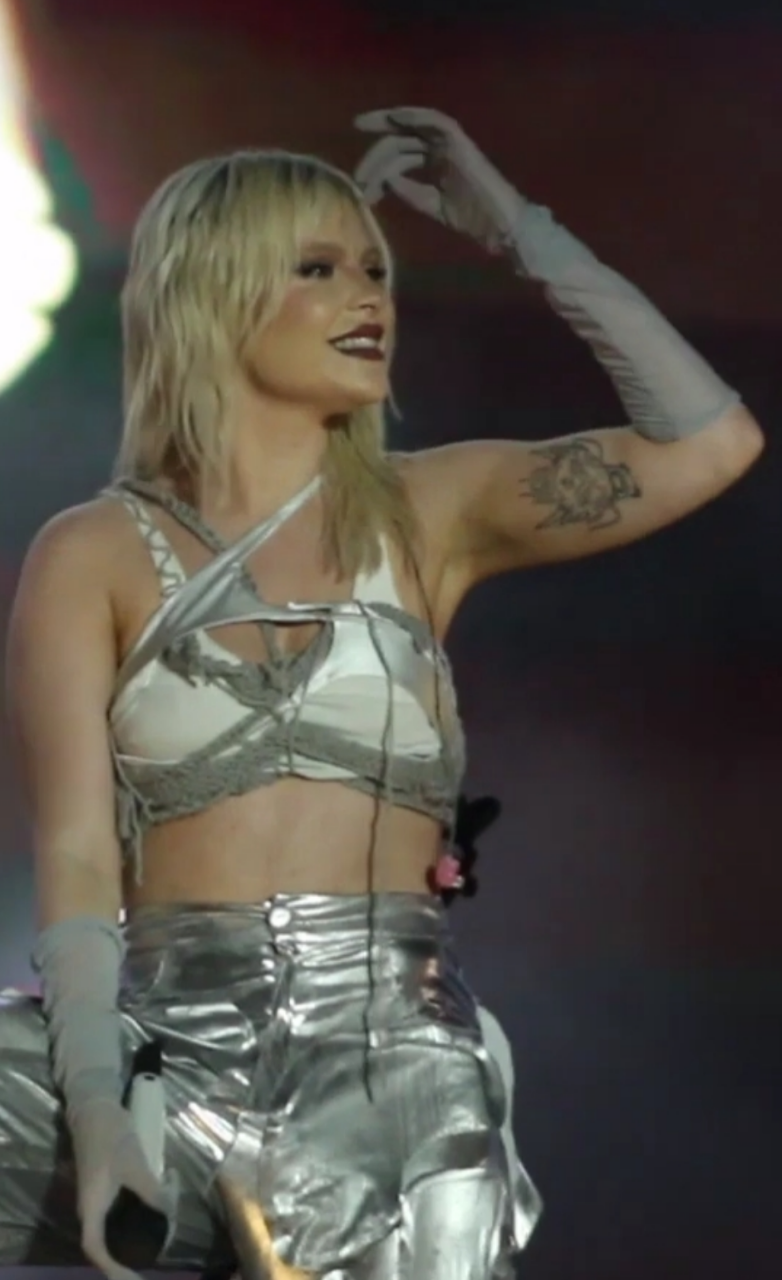
Sonza em fevereiro de 2023

A seguir é apresentada a lista das canções gravadas por Luísa Sonza, uma cantora brasileira que gravou canções para dois álbuns de estúdio e dois extended plays (EPs).
Em maio de 2017, Sonza assinou com a gravadora Universal Music e lançou seu single de estreia, intitulado "Good Vibes". Seu primeiro EP, Luísa Sonza, foi lançado em outubro de 2017. Sonza lançou seu álbum de estreia, Pandora, em junho de 2019. Para promover o álbum, cinco singles foram lançados: "Pior Que Possa Imaginar", "Garupa", "Fazendo Assim", "Bomba Relógio" e "Não Vou Mais Parar". O segundo álbum de estúdio de Sonza, Doce 22, foi lançado em junho de 2021.

## Canções

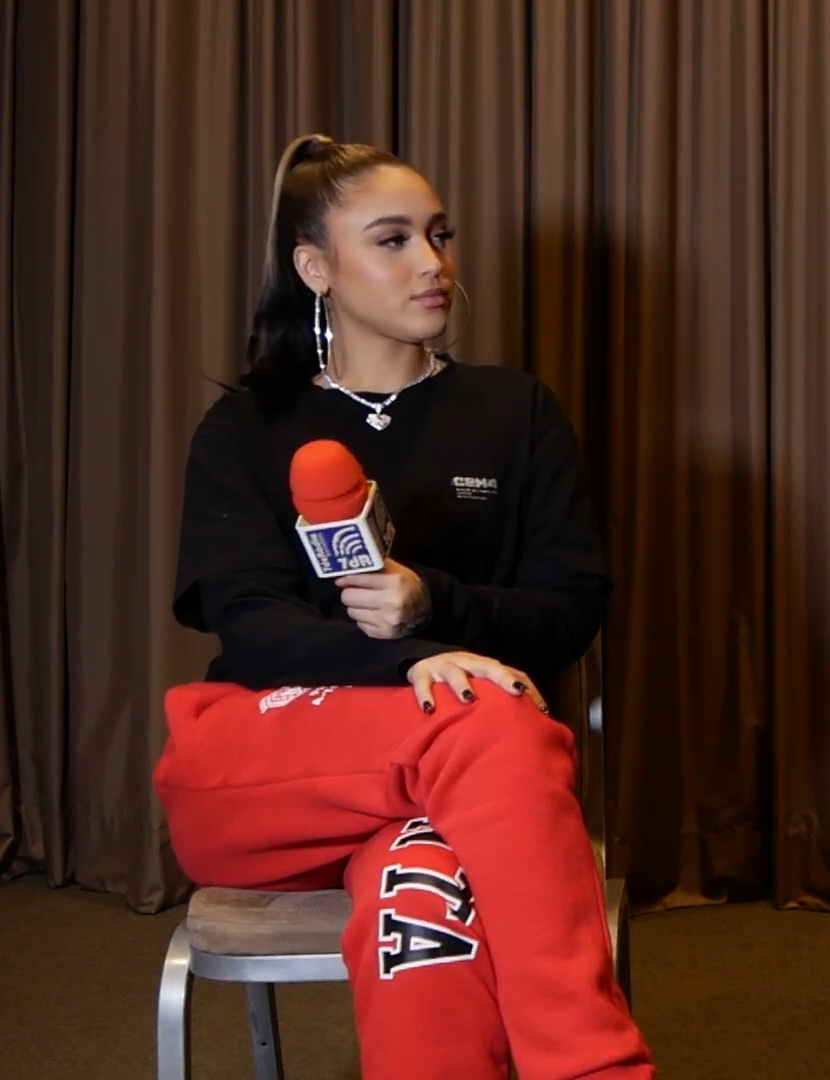
Sonza e Mariah Angeliq (foto) colaboraram em "Anaconda".

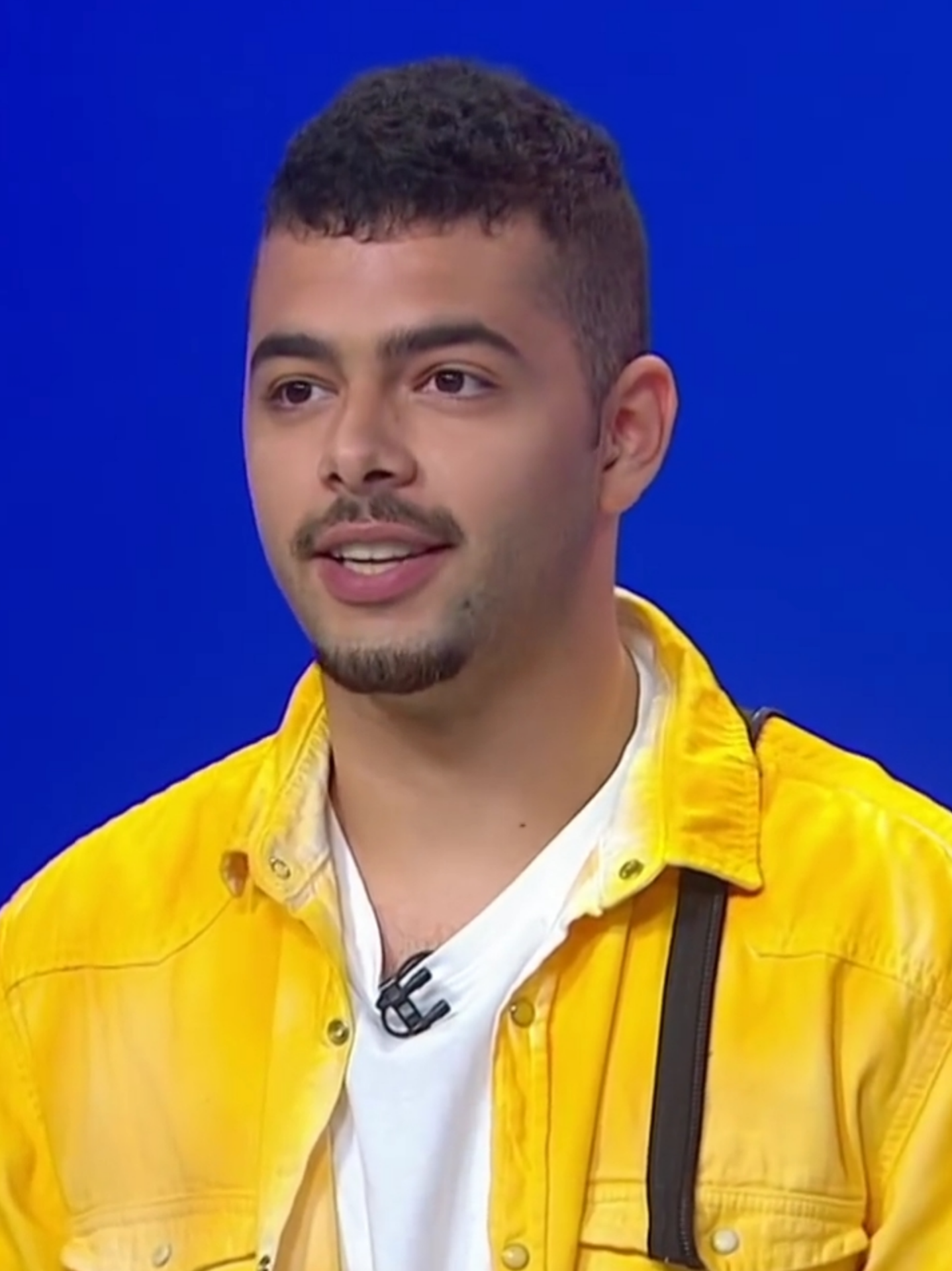
Sonza colaborou com Pedro Sampaio (foto) em "Atenção".

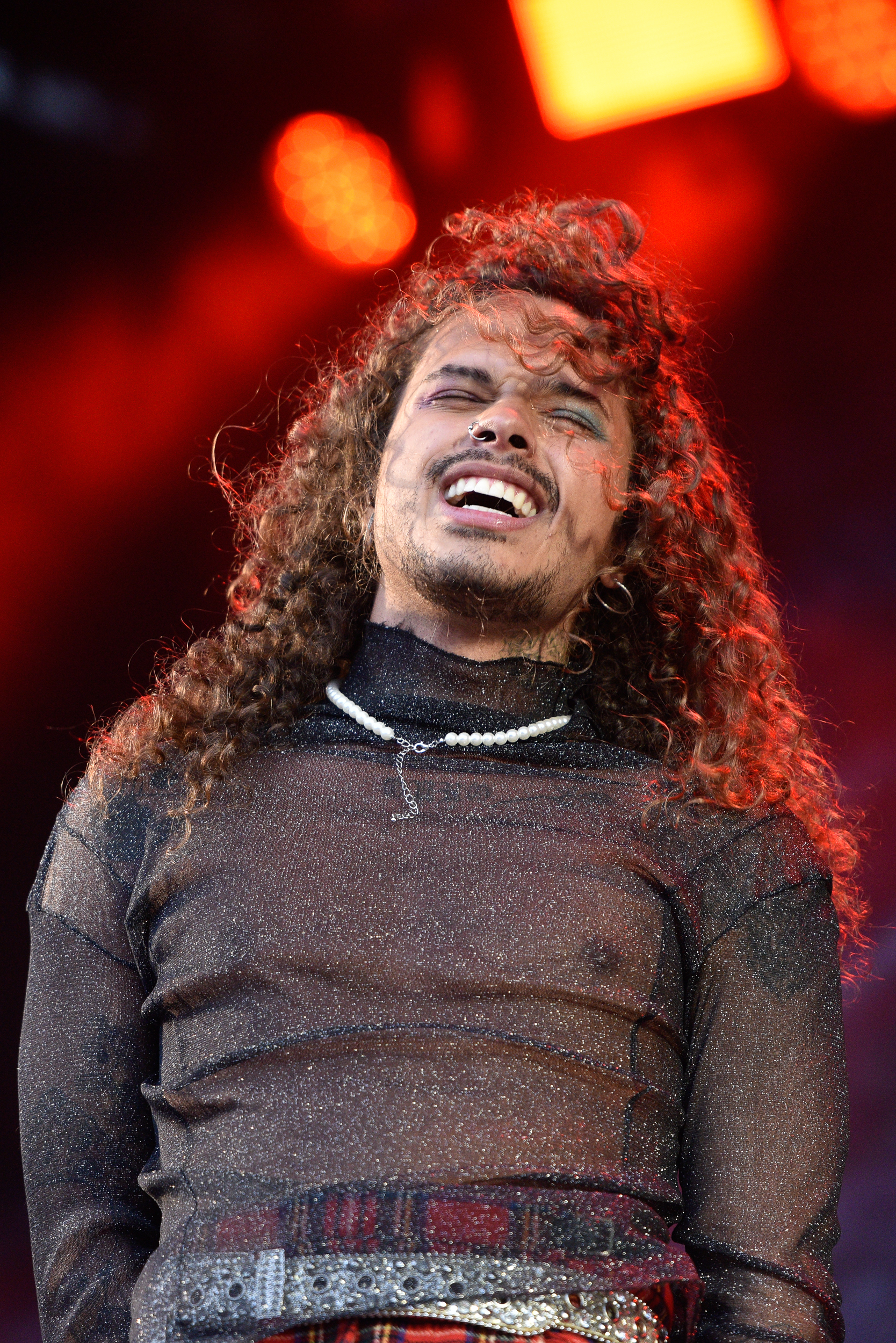
Vitão (foto) colaborou com Sonza em "Bomba Relógio" e "Flores", e escreveu várias canções com Sonza.

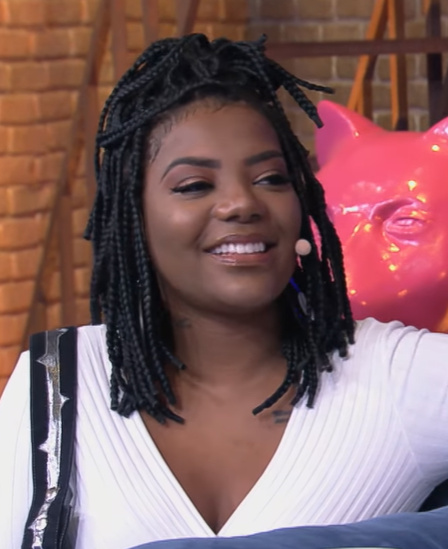
Ludmilla (foto) colaborou com Sonza em "Café da Manhã", "Com Que Roupa" e "Medley Lud Session".

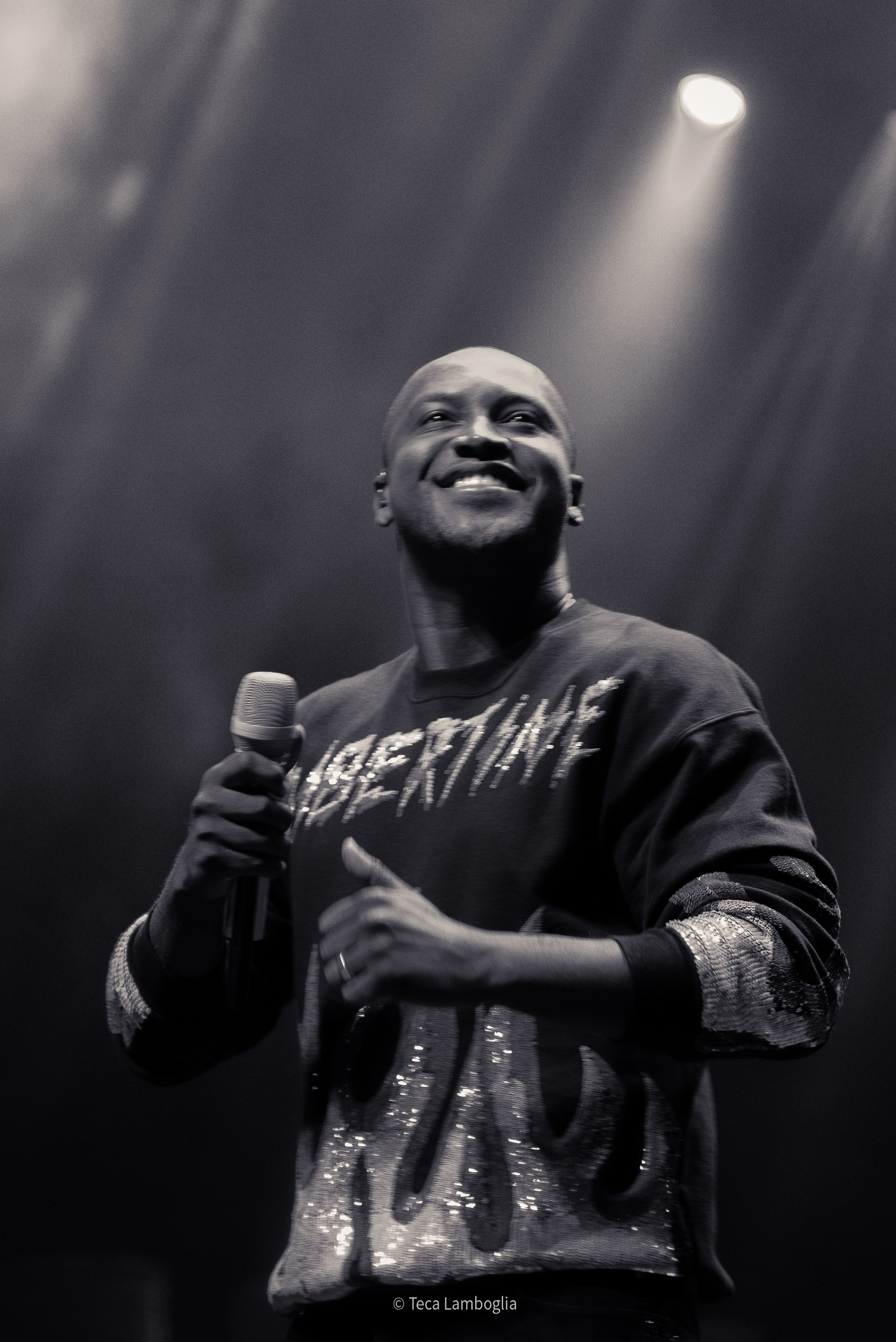
Sonza colaborou com Thiaguinho (foto) em "Cansar Você".

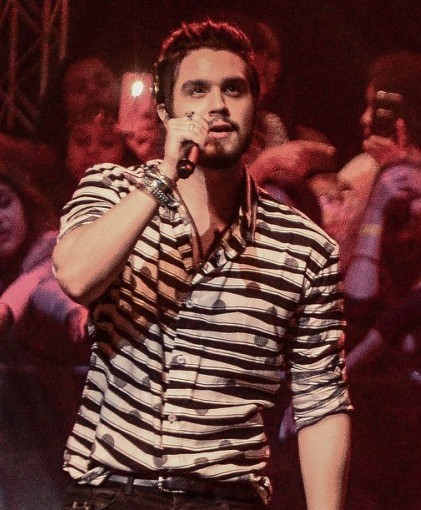
Sonza colaborou com Luan Santana (foto) em três canções: "Coração Cigano", "Com Que Roupa" e "Não Preciso De Você Pra Nada".

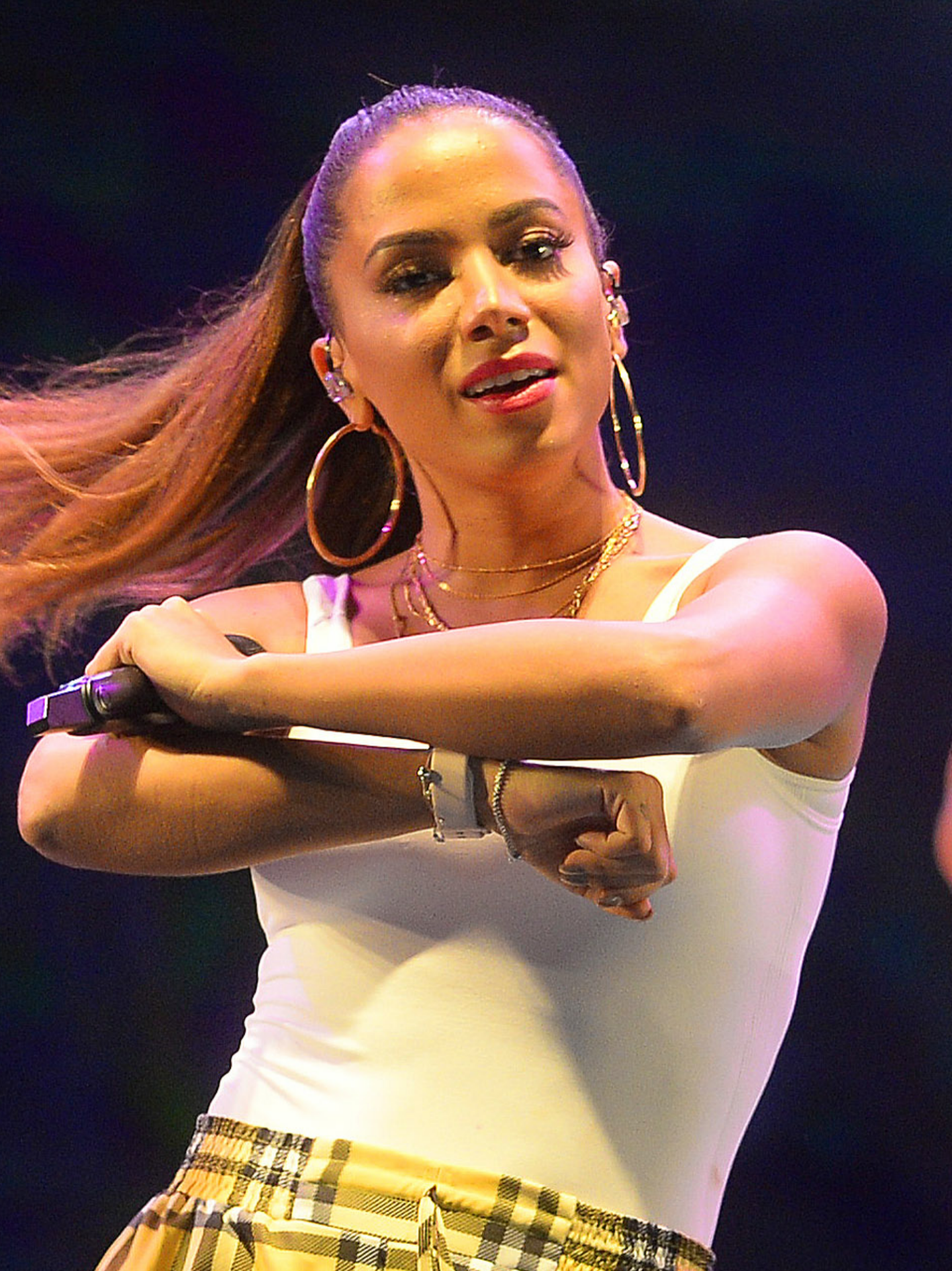
Sonza colaborou com Anitta (foto) em "Combatchy" e "Modo Turbo".

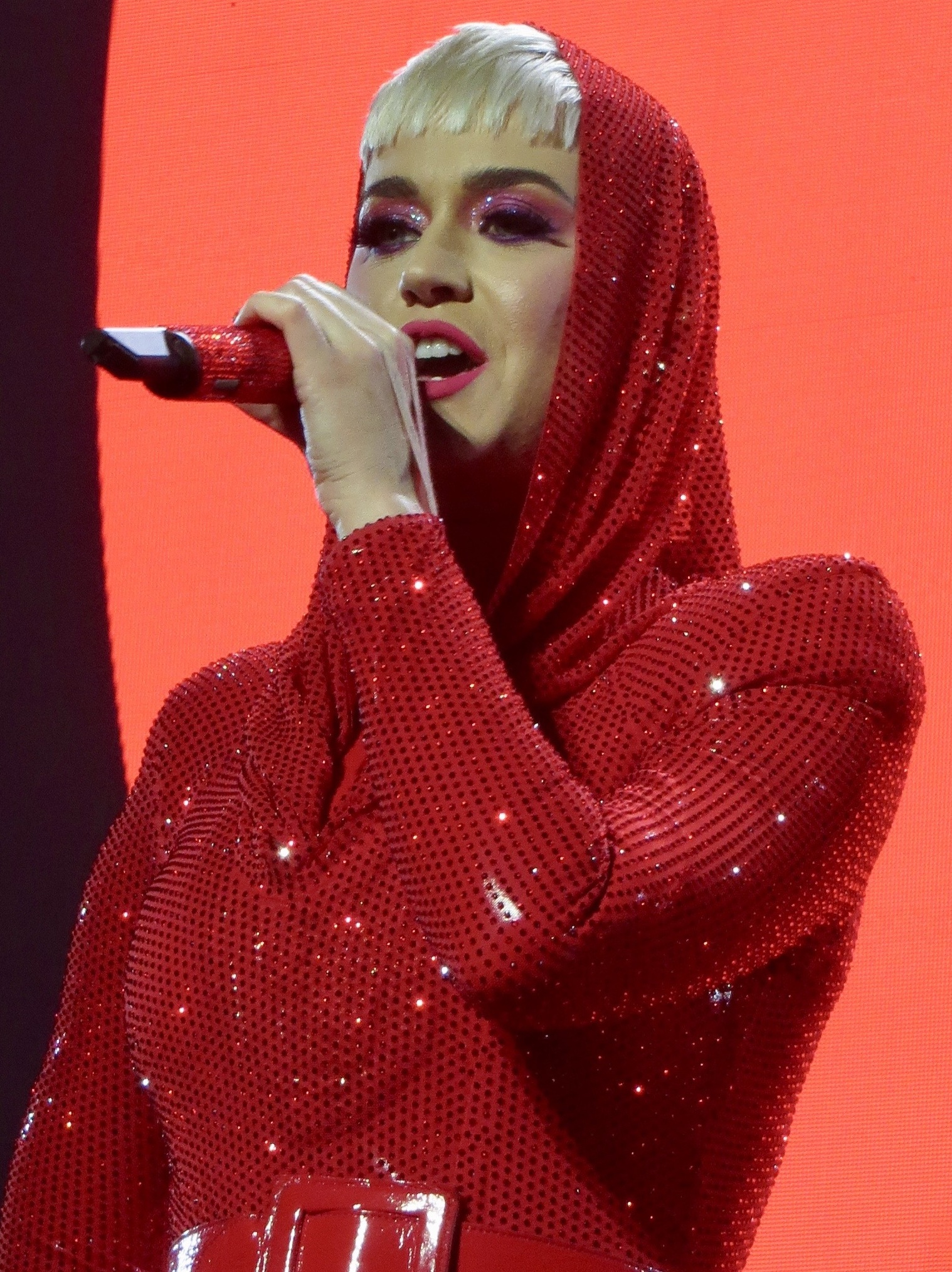
Sonza colaborou com Katy Perry (foto) em "Cry About It Later".

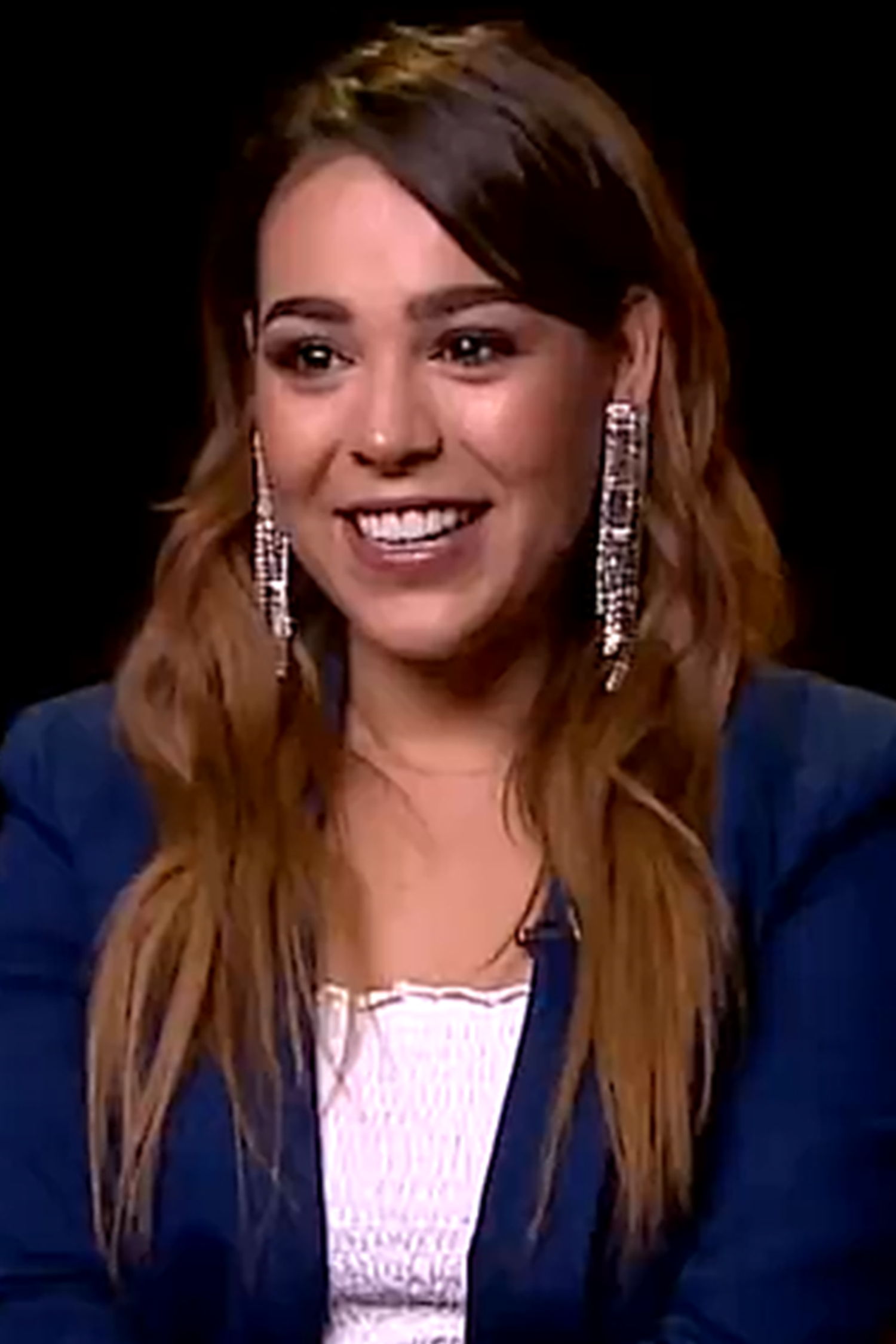
Sonza colaborou com Danna Paola (foto) em "Friend de Semana".

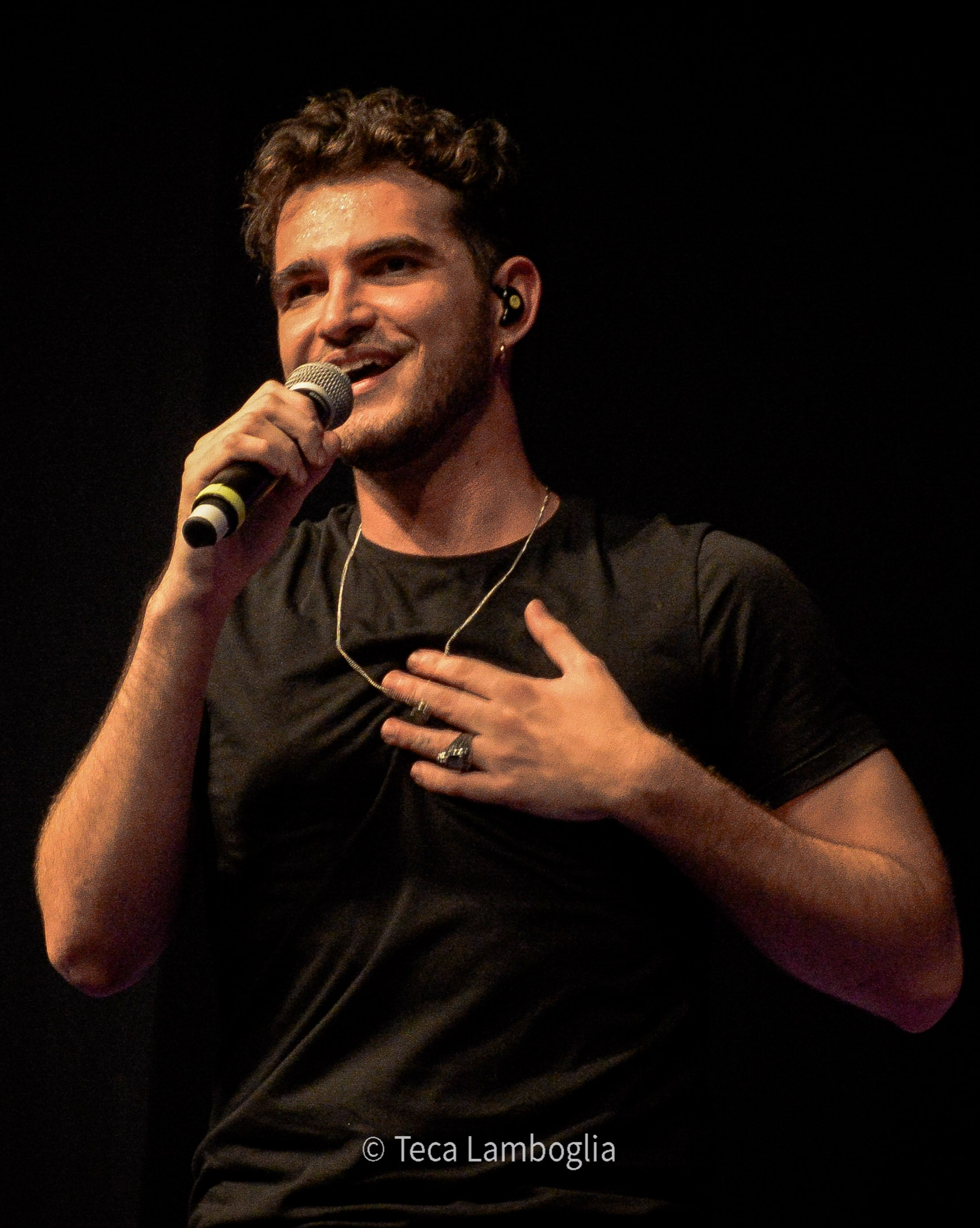
Sonza e Jão (foto) colaboraram em "Fugitivos".

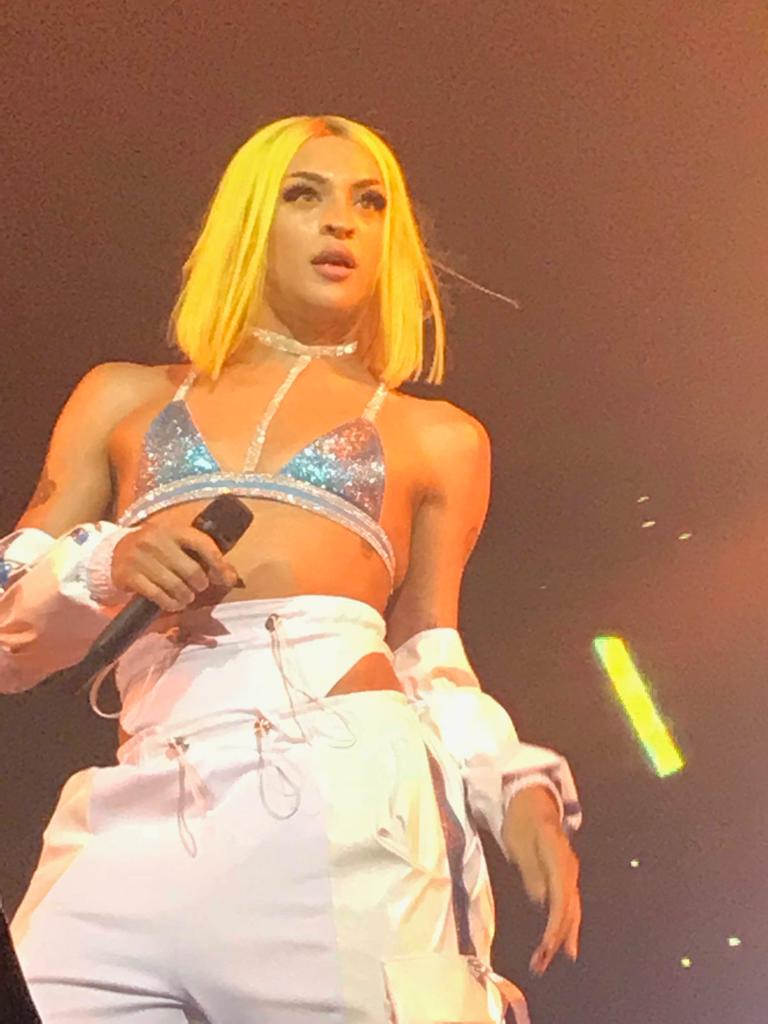
Sonza e Pabllo Vittar (foto) colaboraram em "Garupa" e "Modo Turbo".

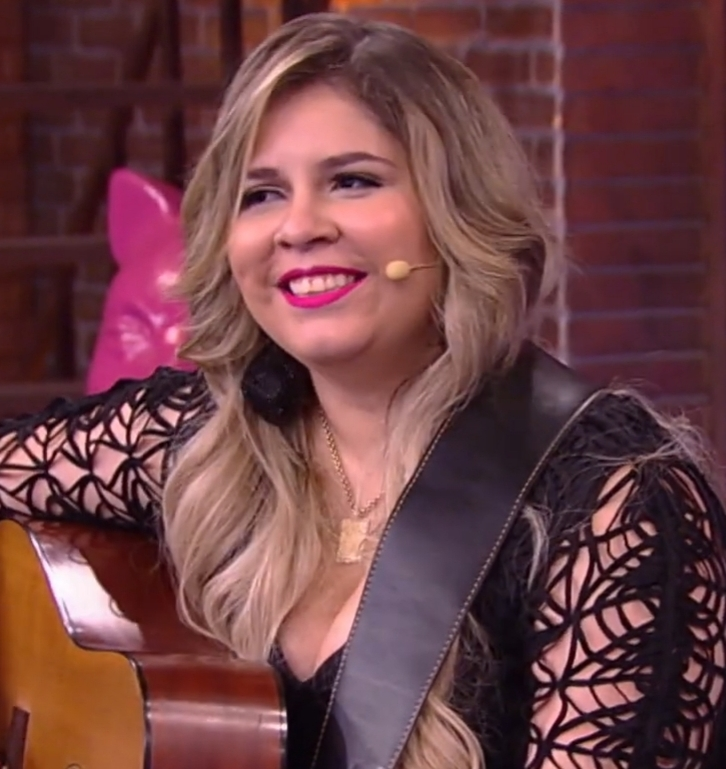
Sonza e Marília Mendonça (foto) colaboraram no remix de "Melhor Sozinha".

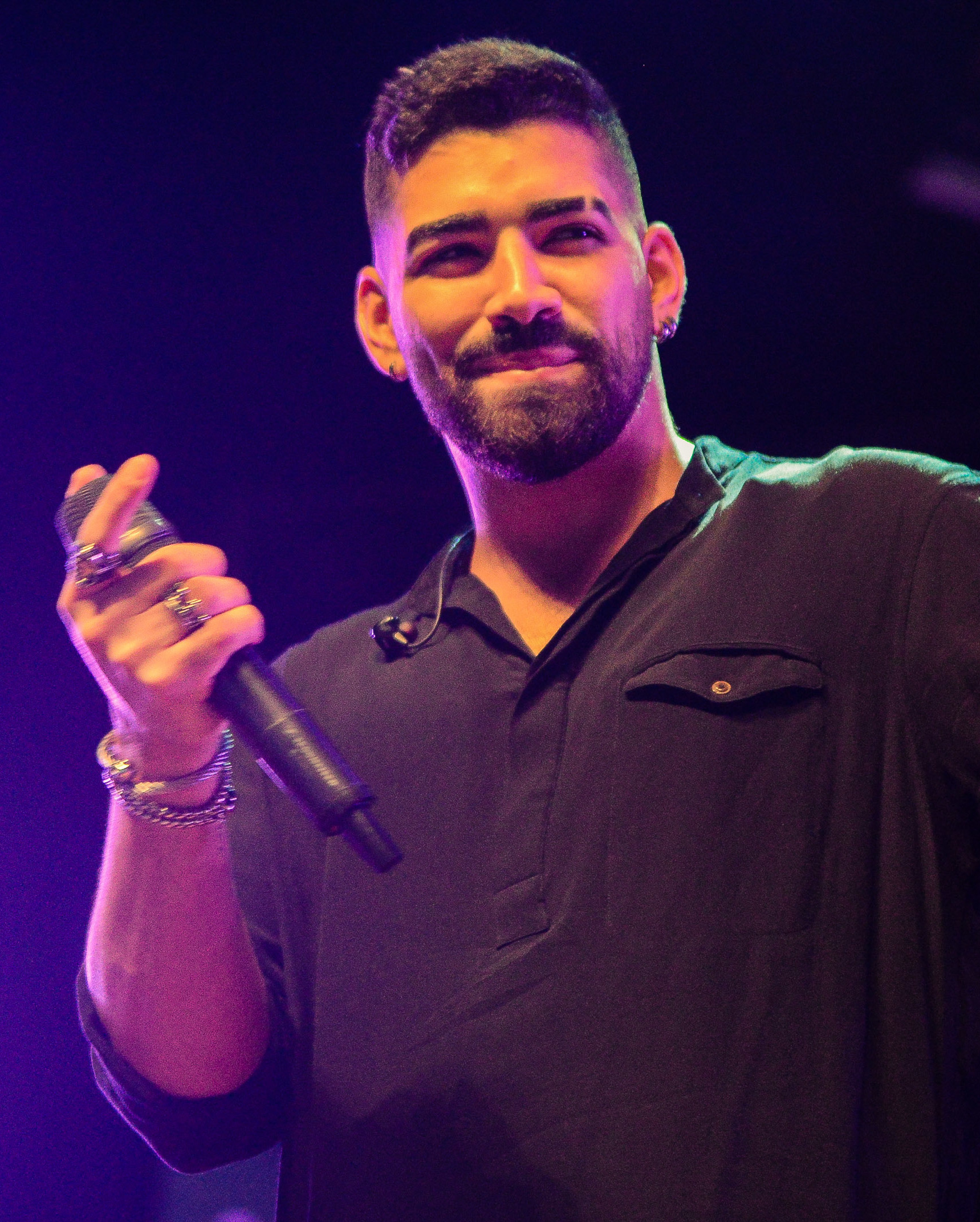
Sonza e Dilsinho (foto) colaboraram em "Não Vai Embora".

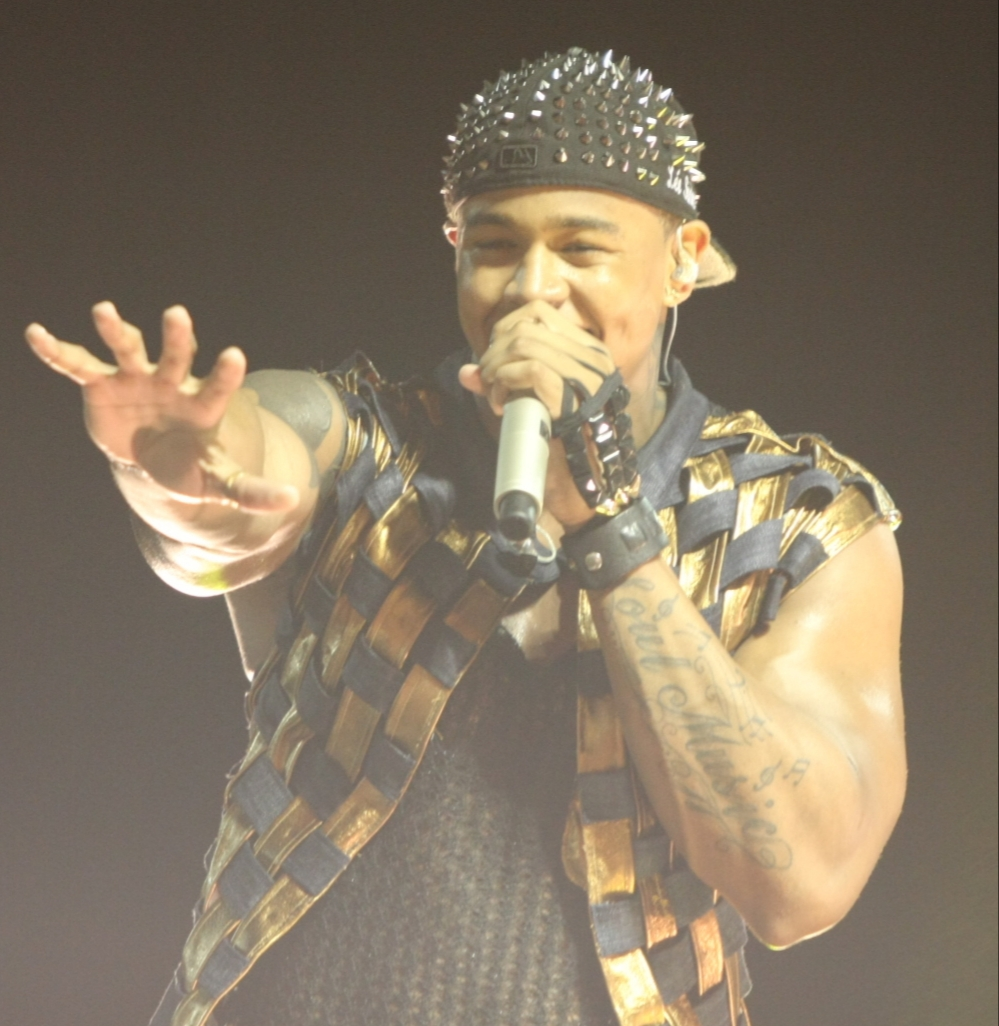
Sonza e Léo Santana (foto) colaboraram em "Século 21".

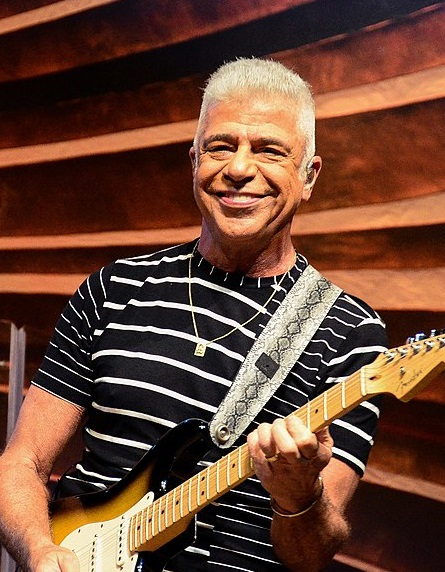
Sonza e Lulu Santos (foto) colaboraram em "Também Não Sei de Nada :D".

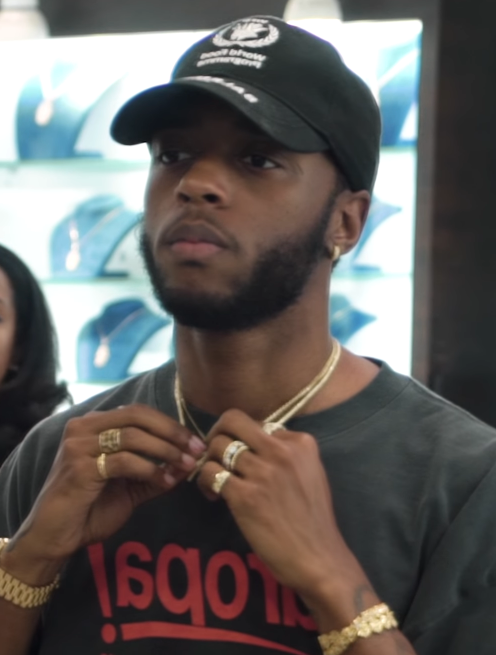
Sonza e 6lack (foto) colaboraram em "VIP *-*".

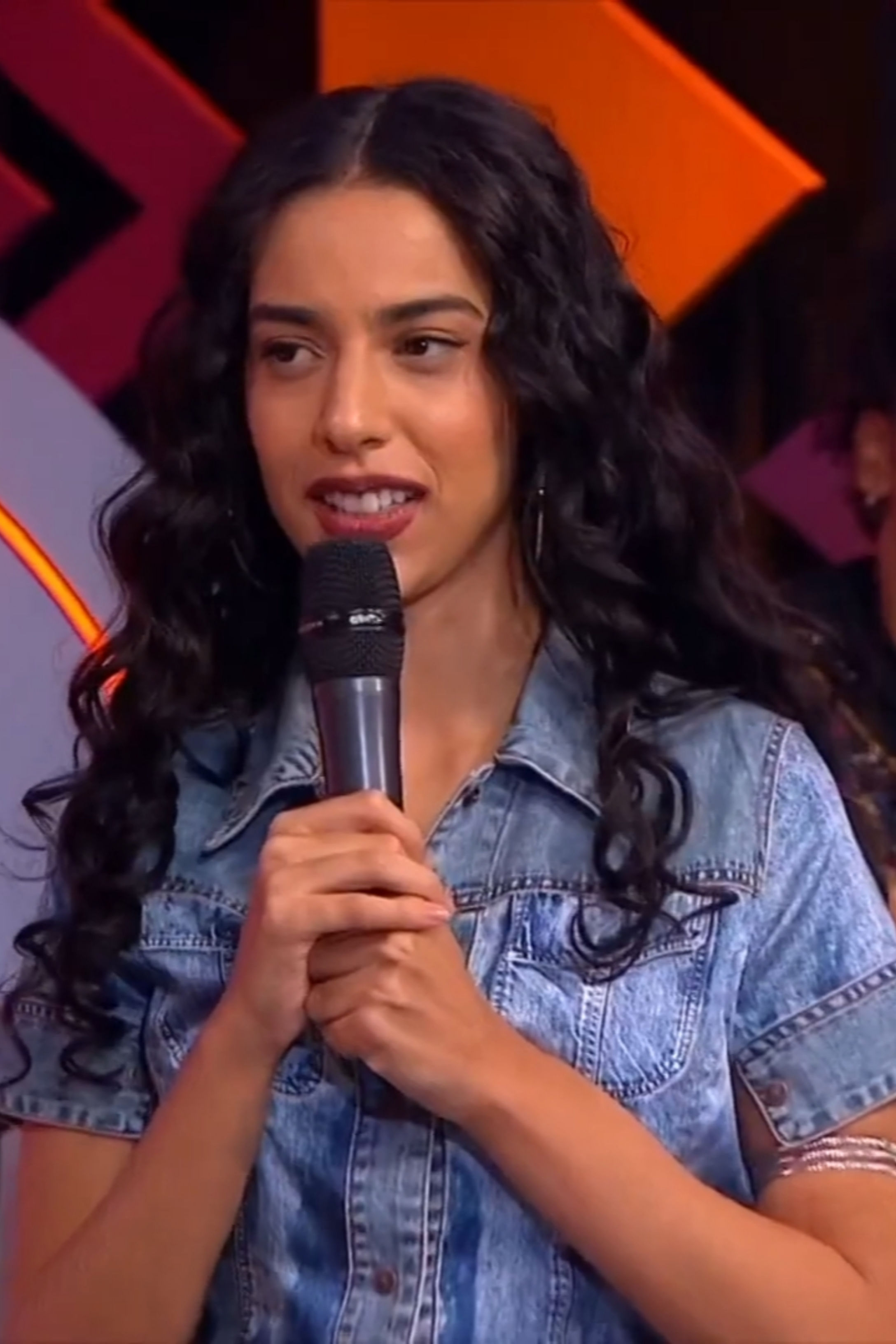
Sonza e Marina Sena (foto) colaboraram em "Romance em Cena".

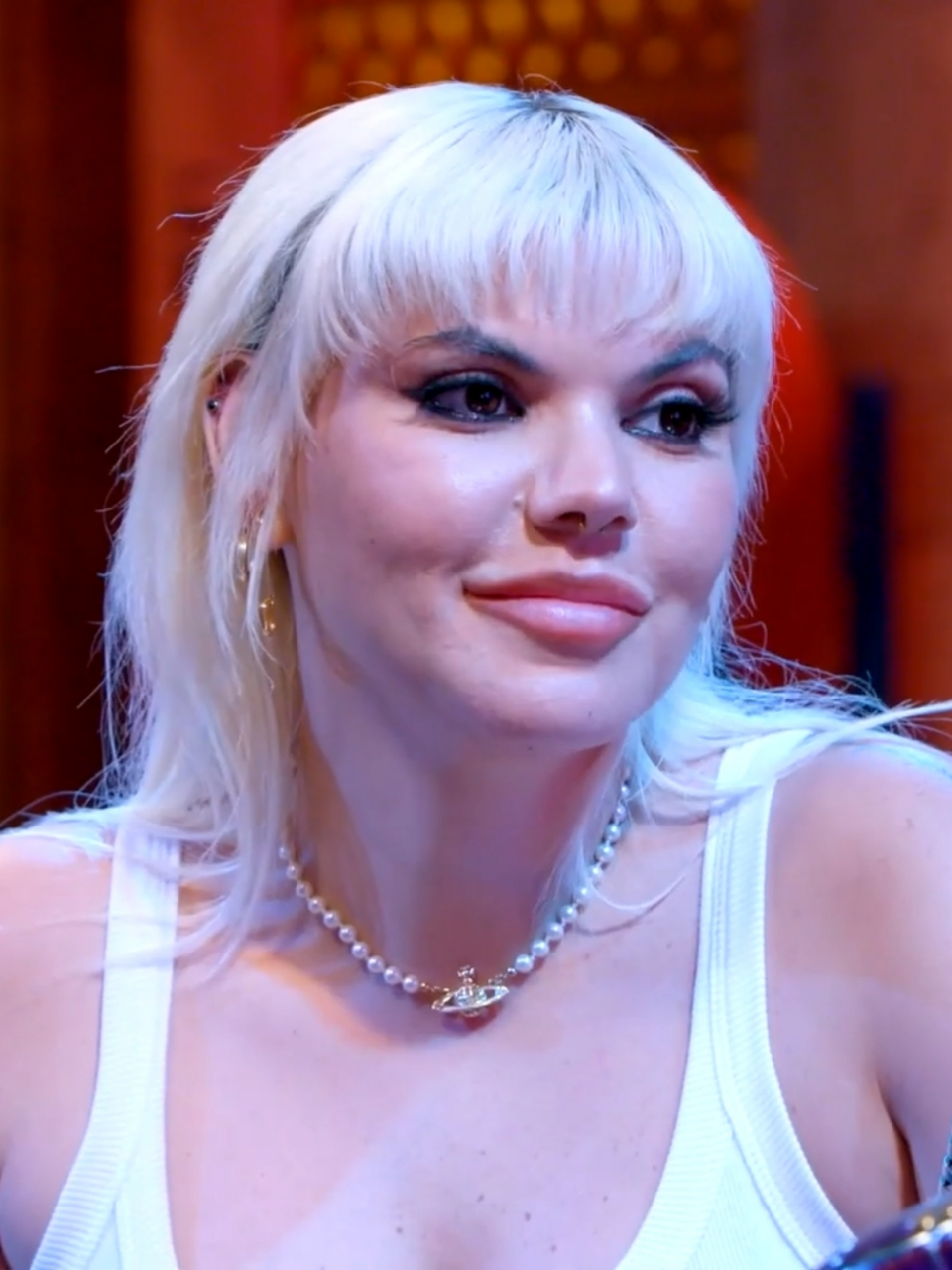
Sonza e Duda Beat (foto) colaboraram em "Ana Maria".

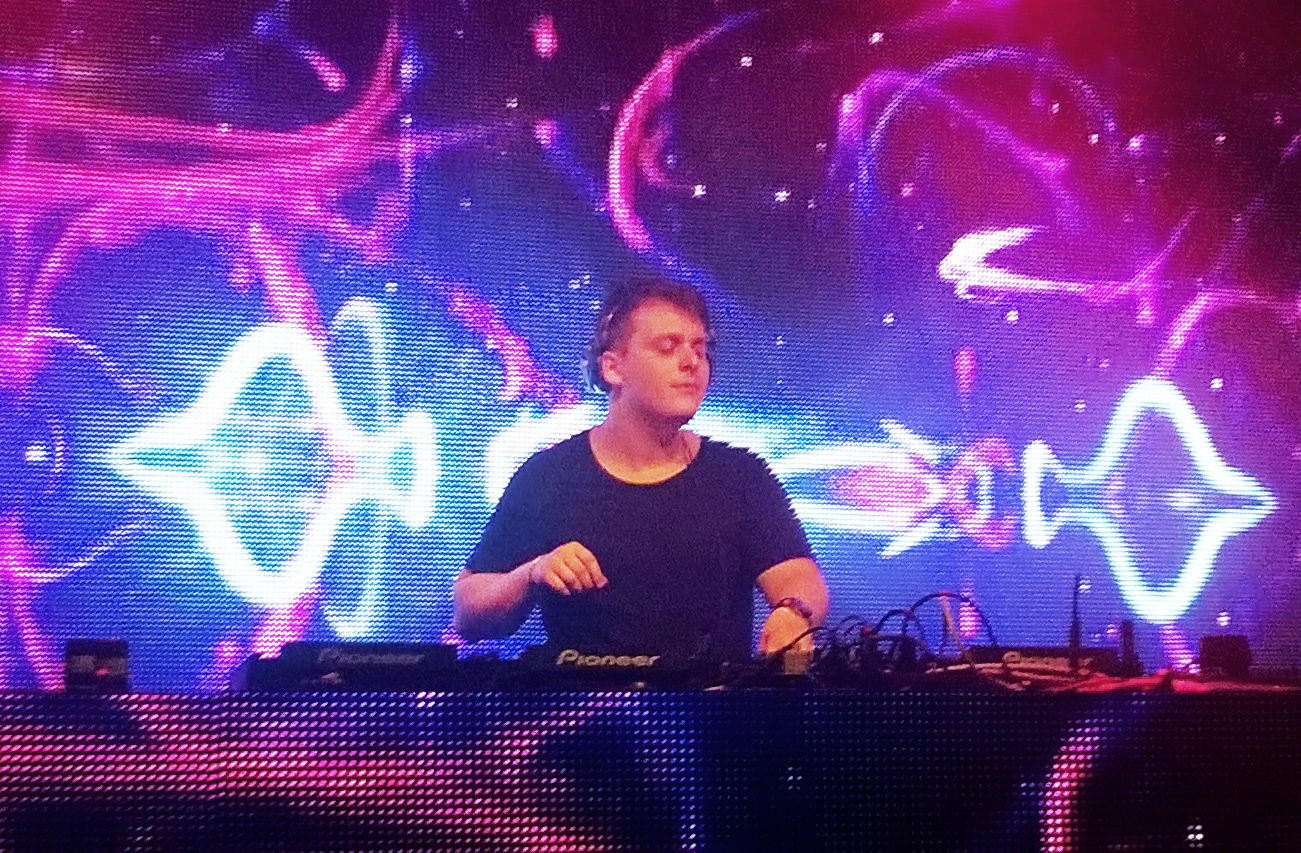
Sonza e Bruno Martini (foto) colaboraram em "Ain't Worried", "Twilight" e "Cry About It Later (Remix)".

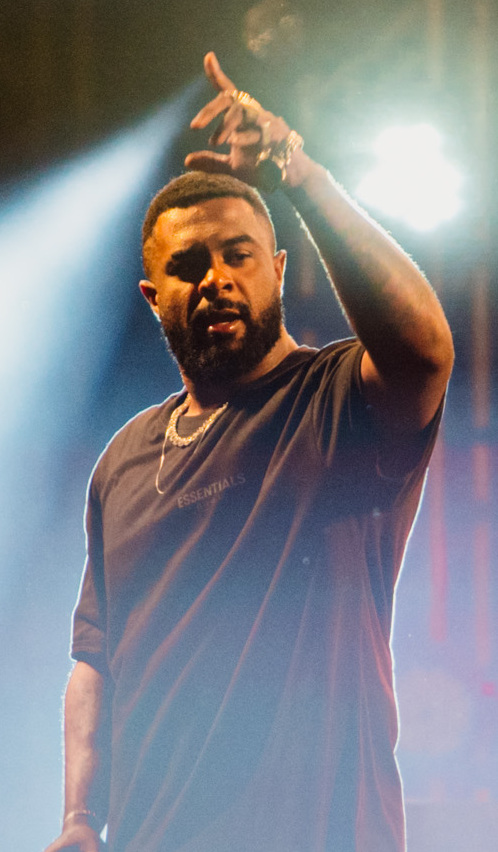
Sonza e Baco Exu do Blues (foto) colaboraram em "Hotel Caro" e "Surreal".

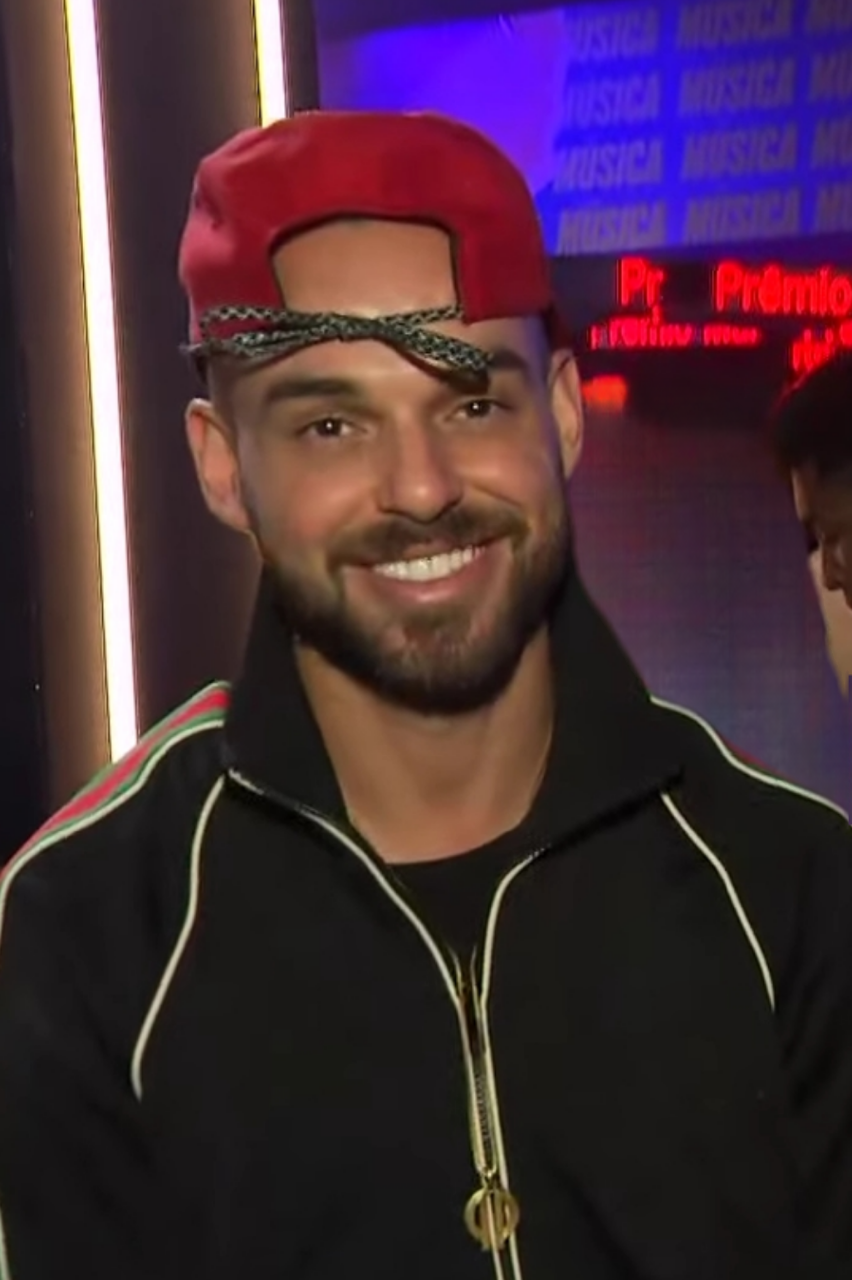
Papatinho (foto) colaborou com Sonza em "Posição de Ataque" e "Flores Pa Ti".

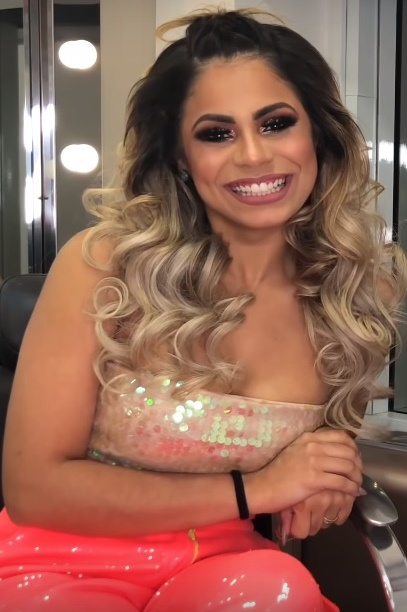
Sonza e Lexa (foto) colaboraram em "Combatchy" e "Quebrar Seu Coração".

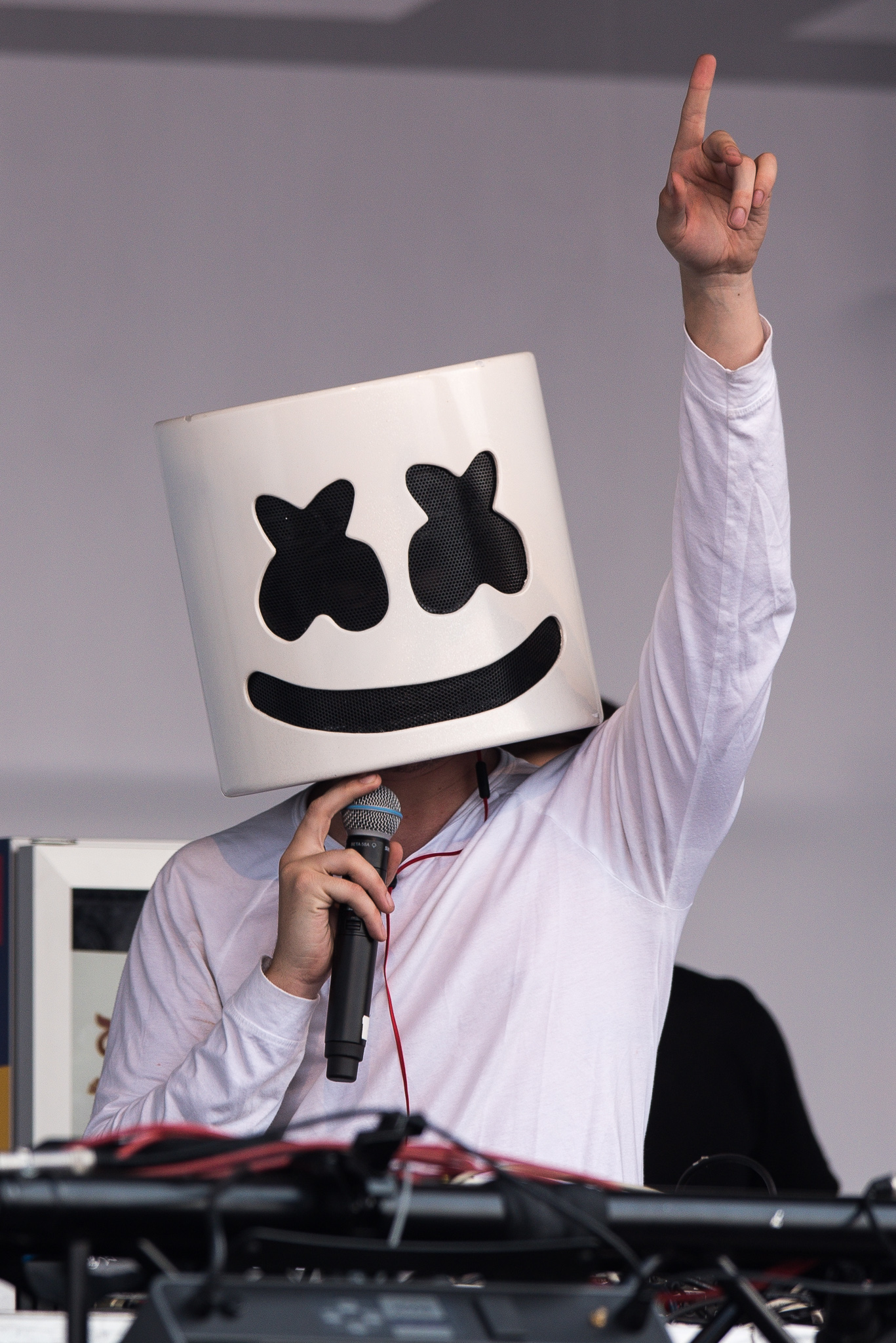
Sonza e Marshmello (foto) colaboraram em "Sou Musa do Verão".

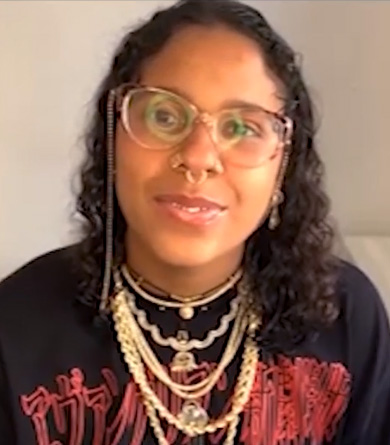
Sonza e Tokischa (foto) colaboraram em "La Muerte".

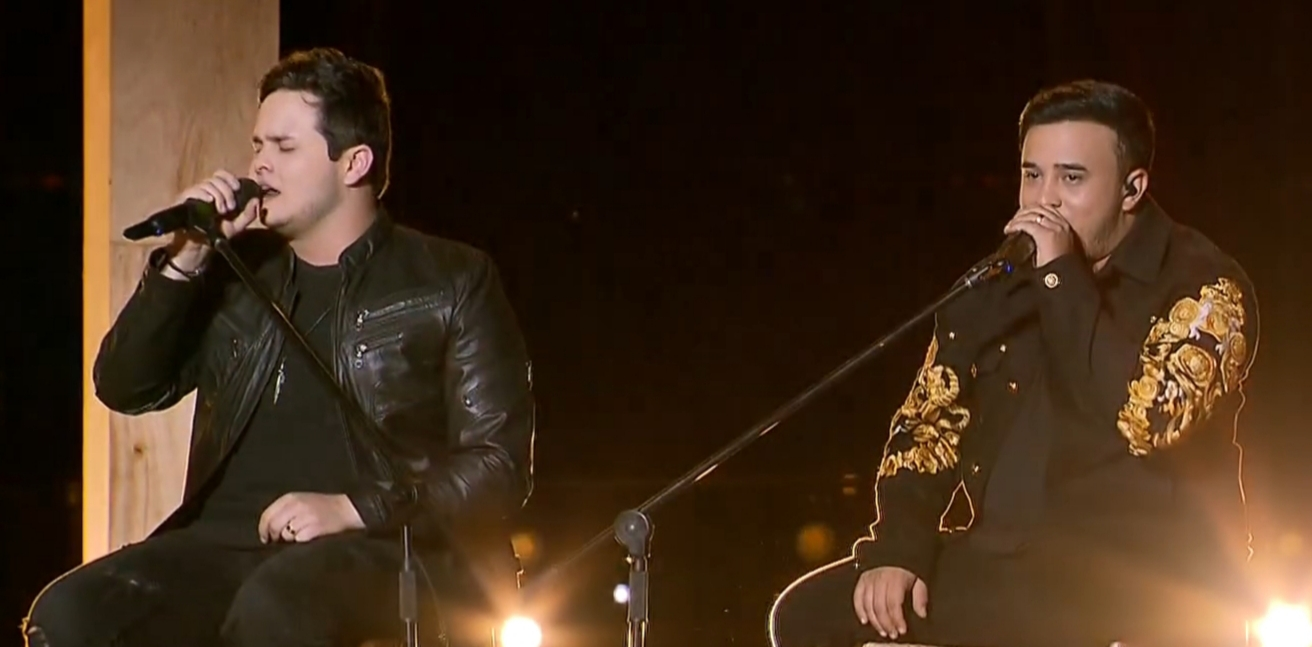
Matheus & Kauan (foto) colaboraram com Sonza em "Não Sirvo".

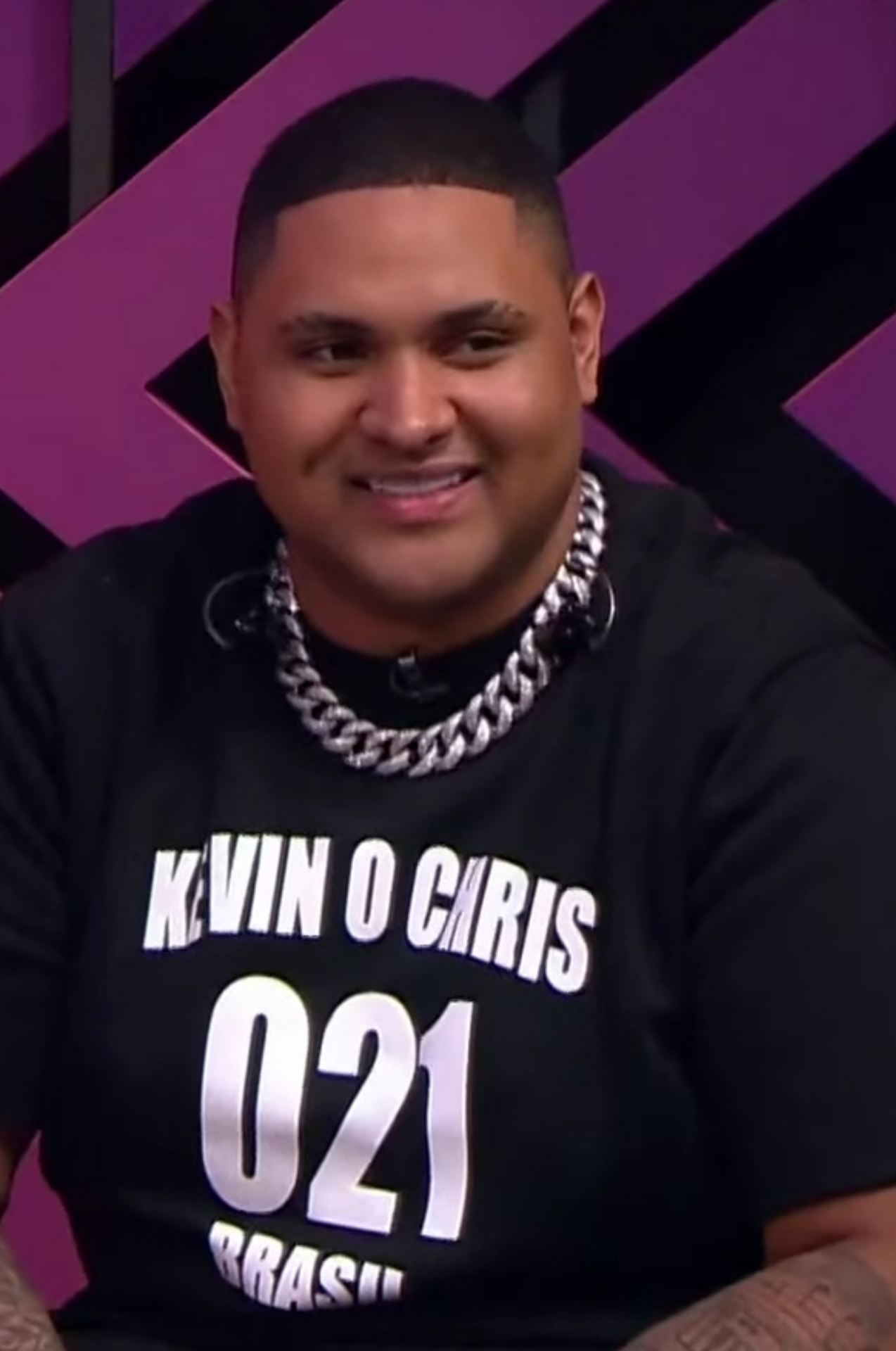
Sonza e Kevin o Chris (foto) colaboraram em "Recadin no Espelho".

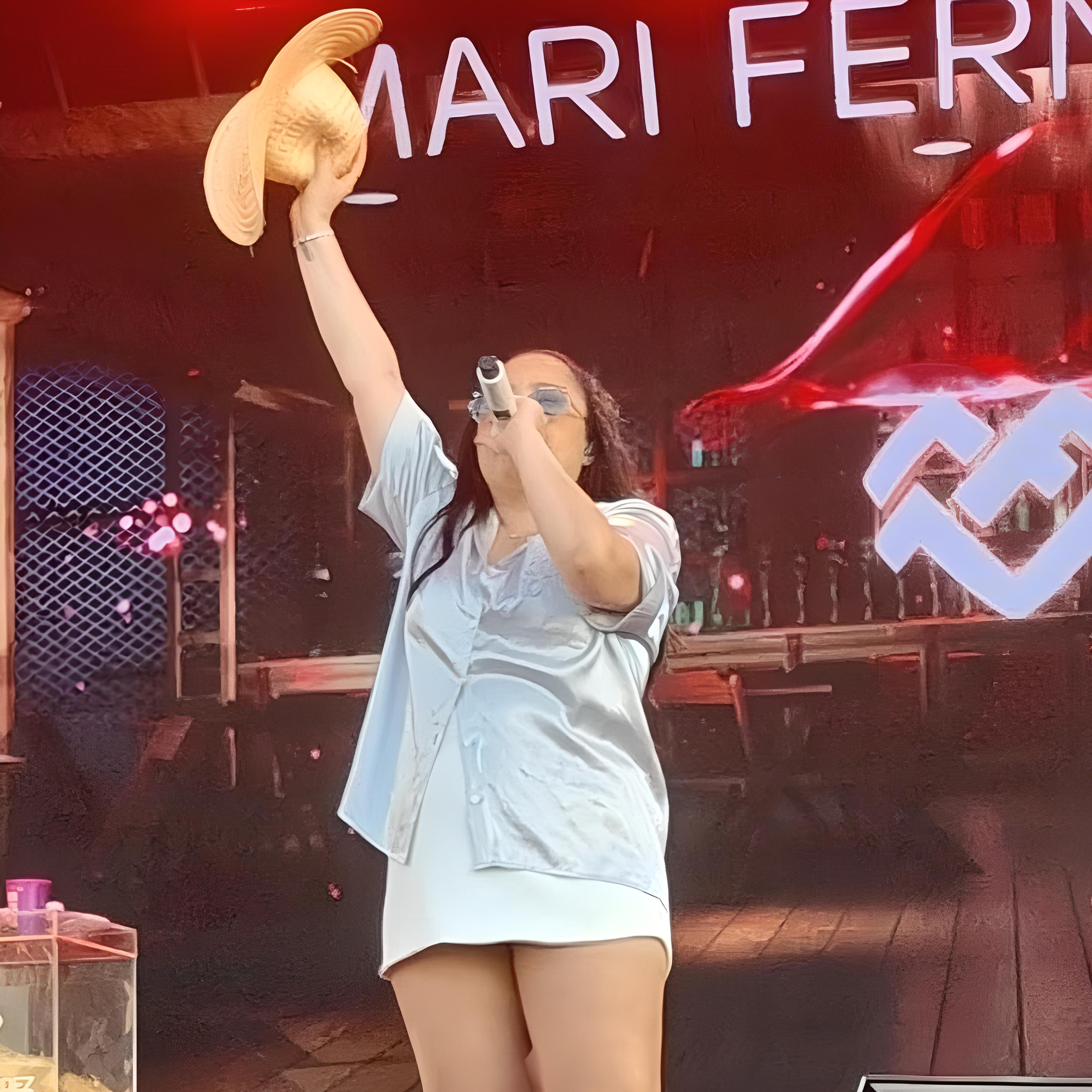
Sonza e Mari Fernandez (foto) colaboraram em "Deixa Eu Viver".

| † | Denota lançamento como single             |
| ‡ | Denota lançamento como single promocional |
|   | Denota uma canção que não foi lançada     |

| Canção | Compositor(es) | Álbum                                                   | Ano  | Ref.   |
| --- | --- | ------------------------------------------------------- | ---- | ------ |
| "1º de Julho" | Renato Russo | O Conto dos Dois Mundos (Ao Vivo) (Não lançado)         | N/A  |        |
| "2000 s2" | Luísa Sonza Nave Carol Biazin Day Limns Diego Timbó | Doce 22 O Conto dos Dois Mundos (Ao Vivo) (Não lançado) | 2021 | [ 5 ]  |
| "A Dona Aranha" | Tommy Brown Courageous Xavier Herrera Douglas Moda Luísa Sonza Carolina Marcílio Jenni Mosello Marqueze Parker Njomza                                       | Escândalo Íntimo                                        | 2023 | [ 6 ]  |
| "Ain't Worried" com Bruno Martini e Diarra Sylla                                                                                      | Bruno Martini Mayra Arduini F.E van Duijn William Commandeur                                                                                                | Original                                                | 2021 | [ 7 ]  |
| "Ana Maria" dueto de Luísa Sonza e Duda Beat                                                                                          | Luísa Sonza Douglas Moda Roy Lenzo Carolina Marcílio Jenni Mosello Mason Sacks Ariana Wong Jonathan Asperil                                                 | Escândalo Íntimo                                        | 2023 | [ 6 ]  |
| "Anaconda" dueto de Luísa Sonza e Mariah Angeliq                                                                                      | Luísa Sonza Lucas Vaz Jenni Mosello Day Limns Carol Biazin Renato Frei King Aisha Mariah Angeliq Reggi El Autentico Play N Skillz                           | Doce 22 O Conto dos Dois Mundos (Ao Vivo) (Não lançado) | 2021 | [ 5 ]  |

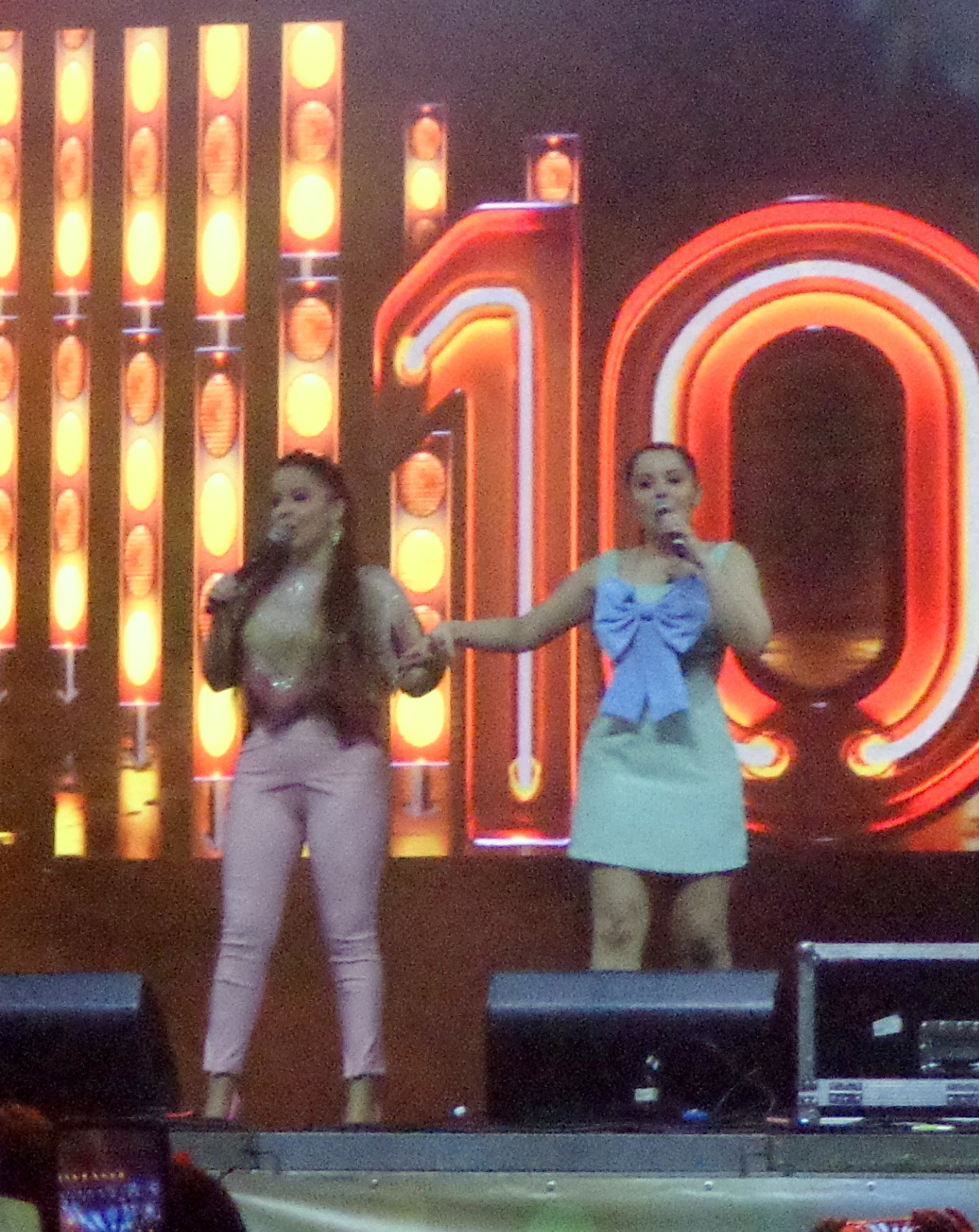
Sonza colaborou com Maiara & Maraisa (foto) em "Bêbada Favorita".

| "Anjo" Kelly Key com participação de Luísa Sonza                                                                                      | Andinho | Do Jeito Delas                                          | 2020 | [ 8 ]  |
| "Apenas Eu" | Luísa Sonza André Vieira Pedro Breder Wallace Vianna | Pandora                                                 | 2019 | [ 9 ]  |
| "Atenção" dueto de Pedro Sampaio e Luísa Sonza                                                                                        | Luísa Sonza Pedro Sampaio Rafinha RSQ | Chama Meu Nome                                          | 2021 | [ 10 ] |
| "Bêbada Favorita" com Maiara & Maraisa                                                                                                | Luísa Sonza Douglas Moda Carolzinha Jenni Mosello Ernesto Nazareth Pep Starling                                                                             | Escândalo Íntimo                                        | 2024 | [ 11 ] |
| "Boa Menina" | Luísa Sonza Arthur Marques Diego Timbó DJ Thai | Pandora                                                 | 2019 | [ 9 ]  |
| "Bomba Relógio" dueto de Luísa Sonza e Vitão                                                                                          | Luísa Sonza Vitão André Vieira Wallace Vianna Pedro Breder Mantra                                                                                           | Pandora                                                 | 2019 | [ 9 ]  |
| "Braba" | Luísa Sonza Arthur Marques Diego Timbó DJ Thai Aisha | Não adicionada à nenhum álbum                           | 2020 | [ 12 ] |
| "Bunda" dueto de Emilia e Luísa Sonza                                                                                                 | Emilia Luísa Sonza FMK Carolzinha Zeca | Não adicionada à nenhum álbum                           | 2025 | [ 13 ] |
| "Cachorrinhas" | Luísa Sonza Diggo Martins Elana Dara Hodari Laudz Zegon | Não adicionada à nenhum álbum                           | 2022 | [ 14 ] |
| "Café da Manhã ;P" dueto de Luísa Sonza e Ludmilla                                                                                    | Luísa Sonza Ludmilla Douglas Moda Caio Paiva Vitão Hodari Luccas Carlos                                                                                     | Doce 22                                                 | 2022 | [ 5 ]  |
| "Campo de Morango" | Luísa Sonza Douglas Moda Jenni Mosello Lucas Vaz Mason Sacks Roy Lenzo Jahnei Clarke Carolzinha                                                             | Escândalo Íntimo                                        | 2023 | [ 15 ] |
| "Câncer" dueto de Xamã e Luísa Sonza                                                                                                  | Xamã | Zodíaco                                                 | 2020 | [ 16 ] |
| "Cansar Você" dueto de Luísa Sonza e Thiaguinho                                                                                       | Luísa Sonza Vitão Douglas Moda | Não adicionada à nenhum álbum                           | 2021 | [ 17 ] |
| "Caos / Flor ***" | Luísa Sonza Day Limns Douglas Moda | Doce 22                                                 | 2021 | [ 5 ]  |
| "Carnificina" | Luísa Sonza Douglas Moda Roy Lenzo Carolina Marcílio Jenni Mosello TK Ariana Wong Jonathan Asperil                                                          | Escândalo Íntimo                                        | 2023 | [ 6 ]  |
| "Cavalgada" dueto de Heavy Baile e Luísa Sonza                                                                                        | Leo Justi DJ Thai Arthur Marques MC Tchelinho | Não adicionada à nenhum álbum                           | 2019 | [ 18 ] |
| "Chico" | Bruno Caliman Luísa Sonza Douglas Moda Carolina Marcílio Jenni Mosello                                                                                      | Escândalo Íntimo                                        | 2023 | [ 6 ]  |
| "Chico" (versão em inglês) | Bruno Caliman Luísa Sonza Douglas Moda Carolina Marcílio Jenni Mosello Njomza                                                                               | Escândalo Íntimo (Deluxe)                               | 2024 | [ 19 ] |
| "Com Que Roupa" com Luan Santana, Cleo e Ludmilla                                                                                     | Noel Rosa | Não adicionada à nenhum álbum                           | 2018 | [ 20 ] |
| "Combatchy" com Anitta e Lexa e participação de Rebecca                                                                               | André Vieira Pedro Breder Romeu R3 Wallace Vianna | Não adicionada à nenhum álbum                           | 2019 | [ 21 ] |
| "Coração Cigano" dueto de Luan Santana e Luísa Sonza                                                                                  | Luan Santana Lucas Santos | Luan City (Ao Vivo)                                     | 2022 | [ 22 ] |
| "Cry About It Later (Remix)" Katy Perry com participação de Luísa Sonza e Bruno Martini                                               | Katy Perry Oscar Holter Noonie Bao Sasha Sloan | Não adicionada à nenhum álbum                           | 2021 | [ 23 ] |
| "Deixa Eu Viver" dueto de Mari Fernandez e Luísa Sonza                                                                                | Daniel Cometa Guilherme Olliver Matheus Rosado Thavares Vicentine                                                                                           | Mari Fernandez Ao Vivo em São Paulo                     | 2023 | [ 24 ] |
| "Devagarinho" | André Vieira Wallace Vianna Pedro Breder | Pandora                                                 | 2019 | [ 9 ]  |
| "Eliane" | Luísa Sonza Francisco Gil | Pandora                                                 | 2019 | [ 9 ]  |
| "Embarcação do Amor" dueto de Hodari e Luísa Sonza                                                                                    | Rafinha RSQ Hodari Douglas Moda Luísa Sonza | Hodari                                                  | 2023 | [ 25 ] |
| "Escândalo Íntimo" | Beto Ruschel Salvanini | Escândalo Íntimo                                        | 2023 | [ 26 ] |
| "Esse é o Lugar" | Alan Menken Phil Johnston Tom MacDougall | Wifi Ralph (Trilha Sonora Original)                     | 2018 | [ 27 ] |
| "Eu, Você, Pipoca e Netflix" Suel com participação de Luísa Sonza                                                                     | Jefferson Junior Umberto Tavares | Status                                                  | 2019 | [ 28 ] |
| "Fazendo Assim" dueto de Luísa Sonza e Gaab                                                                                           | Luísa Sonza Gaab Wallace Vianna Luan Rafael Dennis Andrade                                                                                                  | Pandora                                                 | 2019 | [ 9 ]  |
| "Flores" dueto de Vitão e Luísa Sonza                                                                                                 | Vitão Los Brasileros | Não adicionada à nenhum álbum                           | 2020 | [ 29 ] |
| "Flores Pa Ti" com Becky G e Papatinho                                                                                                | Sara Schell Rebecca Marie Gomez Gabriel Morant Lopes da Souza Ali King Luísa Sonza Carolzinha Papatinho                                                     | Bad Boys: Ride or Die Soundtrack                        | 2024 | [ 30 ] |
| "Friend de Semana" com Danna Paola e Aitana                                                                                           | Danna Paola Luísa Sonza Aitana Ocaña Mango Nabález Pedro Malaver Turbay Arthur Marques                                                                      | K.O.                                                    | 2020 | [ 31 ] |
| "Fugitivos :)" dueto de Luísa Sonza e Jão                                                                                             | Luísa Sonza Jão Douglas Moda André Jordão | Doce 22                                                 | 2021 | [ 5 ]  |
| "Garupa" dueto de Luísa Sonza e Pabllo Vittar                                                                                         | Pabllo Vittar Arthur Marques Maffalda Pablo Bispo Rodrigo Gorky Zebu                                                                                        | Pandora                                                 | 2019 | [ 9 ]  |
| "Good Vibes" | Luísa Sonza | Luísa Sonza – EP                                        | 2017 | [ 32 ] |
| "Hotel Caro" dueto de Baco Exu do Blues e Luísa Sonza                                                                                 | Baco Exu do Blues Luísa Sonza | Não adicionada à nenhum álbum                           | 2022 | [ 33 ] |
| "Iguaria" | Carolzinha Douglas Moda Jahnei Clarke Jenni Mosello Luísa Sonza Mason Sacks Roy Lenzo TK Kayembe                                                            | Escândalo Íntimo                                        | 2023 | [ 6 ]  |
| "Intere$$eira" | Luísa Sonza Douglas Moda Rafinha RSQ Tin Luccas Carlos Diego Timbó Arthur Marques                                                                           | Doce 22                                                 | 2021 | [ 5 ]  |
| "Interlude :(" | Luísa Sonza Douglas Moda Isabela Freitas | Doce 22                                                 | 2021 | [ 5 ]  |
| "Interlúdio - De Amor" | Daramola Elena Rose Luísa Sonza | Escândalo Íntimo                                        | 2023 | [ 11 ] |
| "Interlúdio - Dão Errado" | Vanessa da Mata | Escândalo Íntimo                                        | 2023 | [ 6 ]  |
| "Interlúdio - Todas as Histórias" | Carolzinha Iuri Rio Branco Jenni Mosello Lucas Vaz Luísa Sonza Marina Sena NAVE Beatz                                                                       | Escândalo Íntimo                                        | 2023 | [ 6 ]  |
| "Joga pra Mim" com Rennan da Penha e 3030                                                                                             | Rod LK Chelles Arthur Marques | Segue o Baile (Ao Vivo)                                 | 2020 | [ 34 ] |
| "La Muerte" com Tokischa | Luísa Sonza Elena Rose Daramola Tokischa | Escândalo Íntimo                                        | 2023 | [ 11 ] |
| "La Muerte" (Remix) com Tokischa e TroyBoi                                                                                            | Luísa Sonza Elena Rose Daramola Tokischa | Escândalo Íntimo (Deluxe)                               | 2024 | [ 35 ] |
| "Lança Menina" | Carolzinha Douglas Moda Jahnei Clarke Jenni Mosello Luísa Sonza Mason Sacks Rita Lee Roberto de Carvalho Roy Lenzo TK Yehonatan Aspril                      | Escândalo Íntimo                                        | 2023 | [ 6 ]  |
| "Luísa Manequim" | Abílio Manoe Asa Taccone Carolzinha Cole M.G.N. Greif Neill Douglas Moda Jenni Mosello Luísa Sonza                                                          | Escândalo Íntimo                                        | 2023 | [ 6 ]  |
| "Majestade, o Sabiá" dueto de Roberta Miranda e Luísa Sonza                                                                           | Roberta Miranda | Infinito (Ao Vivo)                                      | 2024 | [ 36 ] |
| "Mama.cita (Hasta la Vista)" dueto de Luísa Sonza e Xamã                                                                              | Luísa Sonza Xamã Douglas Moda Junior Lord | Não adicionada à nenhum álbum                           | 2022 | [ 37 ] |
| "Mamacita" (Remix)" com Xamã e Karol Conká                                                                                            | Luísa Sonza Xamã Douglas Moda Junior Lord Karol Conká | Mamacita (Remixes) – EP                                 | 2023 | [ 38 ] |
| "Medley Lud Session" dueto de Ludmilla e Luísa Sonza                                                                                  | André Jordão Caio Paiva Carol Biazin Day Limns Douglas Moda Hodari Jefferson Junior Luccas Carlos Ludmilla Luísa Sonza MC Kevin Umberto Tavares Vitão       | Não adicionada à nenhum álbum                           | 2022 | [ 39 ] |
| "Melhor Sozinha :-)-:" solo e/ou com Marília Mendonça                                                                                 | Luísa Sonza Douglas Moda Nave Carol Biazin Vitão | Doce 22                                                 | 2021 | [ 5 ]  |
| "Modo Turbo" com Pabllo Vittar e participação de Anitta                                                                               | Luísa Sonza Rafinha RSQ Arthur Marques Diego Timbó | Doce 22                                                 | 2020 | [ 5 ]  |
| "MTG Sagrado Profano" com KayBlack e Mulú                                                                                             | Luísa Sonza Jahnei Clarke Douglas Moda KayBlack Roy Lenzo Carolzinha Jenni Mosello Ariana Wong Yoni                                                         | Escândalo Íntimo (Deluxe)                               | 2024 | [ 35 ] |
| "Mulher do Ano XD" | Luísa Sonza Douglas Moda Vitão Hodari Luccas Carlos | Doce 22 O Conto dos Dois Mundos (Ao Vivo) (Não lançado) | 2021 | [ 5 ]  |
| "Não Preciso De Você Pra Nada" Luísa Sonza part. Luan Santana                                                                         | Luan Santana Douglas Cesar | Luísa Sonza – EP                                        | 2017 | [ 32 ] |
| "Não Sirvo" com Matheus & Kauan | Lucas Ing Felipe Kef Jimmy Lunzo Matheus Costa | Praiou (Ao Vivo / Vol.1)                                | 2024 | [ 40 ] |
| "Não Sou Demais" | Luísa Sonza Aisha Bruno Caliman André Jordão Douglas Moda Carlos Bezerra                                                                                    | Escândalo Íntimo                                        | 2023 | [ 6 ]  |
| "Não Vai Embora" dueto de Dilsinho e Luísa Sonza                                                                                      | Dilsinho Luisa Sonza Keviin Arthur Marques Timbó | Não adicionada à nenhum álbum                           | 2020 | [ 41 ] |
| "Não Vou Mais Parar" | Luísa Sonza Pedro Breder André Vieira Wallace Vianna | Pandora O Conto dos Dois Mundos (Ao Vivo) (Não lançado) | 2019 | [ 9 ]  |
| "Nunca Foi Sorte" | Aguinaldo Silva Piter Baptista Da Silva Adalberto Neto Patricio                                                                                             | Não adicionada à nenhum álbum                           | 2018 | [ 32 ] |
| "O Amor Tem Dessas (E é Melhor Assim)"                                                                                                | Aisha Bruno Caliman Dan Ferreira Luísa Sonza Douglas Moda André Jordão                                                                                      | Escândalo Íntimo                                        | 2024 | [ 11 ] |
| "O Amor Tem Dessas (E é Melhor Assim)" dueto de e Luísa Sonza e Belo                                                                  | Aisha Bruno Caliman Dan Ferreira Luísa Sonza Douglas Moda André Jordão                                                                                      | Escândalo Íntimo (Deluxe)                               | 2024 | [ 35 ] |
| "O Meu Sabor" | Luísa Sonza | Luísa Sonza – EP                                        | 2017 |        |
| "O Conto dos Dois Mundos (Hipocrisia)"                                                                                                | Luísa Sonza Douglas Moda Vitão André Jordão | Doce 22                                                 | 2021 | [ 5 ]  |
| "Olhos Castanhos" | Luísa Sonza | Luísa Sonza – EP                                        | 2017 | [ 32 ] |
| "Onde É Que Deu Errado?" | Aisha Bruno Caliman Dan Ferreira Luísa Sonza Douglas Moda André Jordão                                                                                      | Escândalo Íntimo                                        | 2023 | [ 6 ]  |
| "Onde É Que Deu Errado?" dueto de e Luísa Sonza e Simone Mendes                                                                       | Aisha Bruno Caliman Dan Ferreira Luísa Sonza Douglas Moda André Jordão                                                                                      | Escândalo Íntimo (Deluxe)                               | 2024 | [ 35 ] |
| "Outra Vez" | Aisha Carlos Bezerra Douglas Moda Luísa Sonza André Jordão Dan Ferreira                                                                                     | Escândalo Íntimo                                        | 2023 | [ 42 ] |
| "Penhasco." | Luísa Sonza Douglas Moda Day Limns Carol Biazin André Jordão                                                                                                | Doce 22                                                 | 2021 | [ 5 ]  |
| "Penhasco2" dueto de Luísa Sonza e Demi Lovato                                                                                        | Luísa Sonza Douglas Moda Jenni Mosello Carol Biazin Day Limns Demi Lovato Carolina Marcílio Roy Lenzo Papatinho                                             | Escândalo Íntimo                                        | 2023 | [ 6 ]  |
| "Principalmente Me Sinto Arrasada" | Luísa Sonza Jenni Mosello Douglas Moda Carolzinha Roy Lenzo Ariana Wong Jahnei Clarke Yoni                                                                  | Escândalo Íntimo                                        | 2023 | [ 43 ] |
| "Perigo" com Rick & Nogueira | Rahi Renan Ferrari Rafael Aguiar Santos Galdino Bruno Caliman                                                                                               | Não adicionada à nenhum álbum                           | 2018 | [ 44 ] |
| "Pior Que Possa Imaginar" | André Vieira Wallace Vianna Pedro Breder Lucas Vaz Bibi MC Tha                                                                                              | Pandora                                                 | 2019 | [ 9 ]  |
| "Pior Versão de Mim" com Jorge & Mateus                                                                                               | Desconhecido | Escândalo Íntimo (Deluxe)                               | 2024 | [ 35 ] |
| "Poesia Acústica 13" com Pineapple StormTv, Chris MC, Salve Malak, Tz da Coronel, MC Cabelinho, Chefin, L7nnon, Oruam, Xamã e N.I.N.A | Anna Ruth Elana Dara Geizon Fernandes Lennon Frassetti Lucas Malak Luísa Sonza Matheus de Araujo Mauro Davi Nathanael Cauã Victor Hugo Victor Silva de Lima | Não adicionada à nenhum álbum                           | 2022 | [ 45 ] |
| "Posição de Ataque" com Papatinho e DJ Biel do Furduncinho                                                                            | DJ Biel do Furduncinho DJ BR da Tijuca Gabily Luísa Sonza Papatinho                                                                                         | Baile do Papato – EP                                    | 2023 | [ 46 ] |
| "Quarto Andar" com As Baías | Rafael Acerbi Pereira Amanda Coronha Mônica Agena Juliano Cortuah                                                                                           | Drama Latino                                            | 2021 |        |
| "Quebrar Seu Coração" dueto de Lexa e Luísa Sonza                                                                                     | Lexa Pablo Bispo Ruxell Sérgio Santos | Lexa                                                    | 2020 |        |
| "Quem Tem Fome Tem Pressa" com vários artistas para Ação da Cidadania                                                                 | Alexandre Silva de Assis Gilson Bernini Pedro Assad Medeiros Torres Leandro Roque de Oliveira                                                               | Não adicionada à nenhum álbum                           | 2020 |        |
| "Rainha de Copas" dueto de Pabllo Vittar e Luísa Sonza                                                                                | Desconhecido | Não lançado                                             | —    | [ 47 ] |
| "Raio X" dueto de Carol Biazin e Luísa Sonza                                                                                          | Carol Biazin Los Brasileros Day Limns | Beijo de Judas (Ao Vivo)                                | 2022 | [ 48 ] |
| "Rebolar" | Luísa Sonza Umberto Tavares Jefferson Junior | Luísa Sonza – EP                                        | 2017 | [ 32 ] |
| "Recadin no Espelho" dueto de Luísa Sonza e Kevin o Chris                                                                             | Luísa Sonza Kevin o Chris Jenni Mosello Carolzinha | Não adicionada à nenhum álbum                           | 2024 | [ 49 ] |
| "Romance em Cena" dueto de Luísa Sonza e Marina Sena                                                                                  | Luísa Sonza Vinicius Leonard Moreira Iuri Rio Branco Lucas Vaz Carolina Marcílio Jenni Mosello Marina Sena                                                  | Escândalo Íntimo                                        | 2023 | [ 6 ]  |
| "Rough" dueto de Luísa Sonza e La Cruz                                                                                                | Desconhecido | Escândalo Íntimo (Deluxe)                               | 2024 | [ 35 ] |
| "Sagrado Profano" dueto de Luísa Sonza e KayBlack                                                                                     | Luísa Sonza Jahnei Clarke Douglas Moda KayBlack Roy Lenzo Carolzinha Jenni Mosello Ariana Wong Yoni                                                         | Escândalo Íntimo                                        | 2024 | [ 11 ] |
| "Sagrado Profano" (Acústico) dueto de Luísa Sonza e KayBlack                                                                          | Luísa Sonza Jahnei Clarke Douglas Moda KayBlack Roy Lenzo Carolzinha Jenni Mosello Ariana Wong Yoni                                                         | Escândalo Íntimo (Deluxe)                               | 2024 | [ 35 ] |
| "Saudade" dueto de Ferrugem e Luísa Sonza                                                                                             | Dan Ferreira Daniel Mendes Diego Barão | Interessante                                            | 2023 | [ 50 ] |
| "Saudade da Gente" | Luísa Sonza André Vieira Pedro Breder Wallace Vianna Bibi                                                                                                   | Pandora                                                 | 2019 | [ 9 ]  |
| "Século 21" dueto de Léo Santana e Luísa Sonza                                                                                        | Rafinha RSQ Rodrigo Martins Ed Nobre | Paredão do Gigante                                      | 2020 |        |
| "Sentadona (Remix) s2" com Davi Kneip, MC Frog e DJ Gabriel do Borel                                                                  | Carol Biazin Davi Kneip DJ Gabriel do Borel Elana Dara Luísa Sonza Mc Frog                                                                                  | Não adicionada à nenhum álbum                           | 2022 | [ 51 ] |
| "Sozinho" | Peninha | O Conto dos Dois Mundos (Ao Vivo) (Não lançado)         | N/A  |        |
| "Sou Musa do Verão" Marshmello com participação de Luísa Sonza                                                                        | Luísa Sonza OG Parker Earwolf Njomza Hayden Tree "Munk" | Sugar Papi                                              | 2023 | [ 52 ] |
| "Surreal" dueto de Luísa Sonza e Baco Exu do Blues                                                                                    | Roy Lenzo Luísa Sonza Douglas Moda TK Ariana Wong Jonathan Asperil Jahnei Clarke Carolina Marcílio Jenni Mosello Baco Exu do Blues                          | Escândalo Íntimo                                        | 2023 | [ 6 ]  |
| "Tá Perdendo Tempo" Diego Thug com participação de Luísa Sonza                                                                        | Mr. Thug | Thugluv                                                 | 2016 | [ 53 ] |
| "Também Não Sei de Nada :D" dueto de Luísa Sonza e Lulu Santos                                                                        | Luísa Sonza Vitão Nave | Doce 22                                                 | 2021 | [ 5 ]  |
| "Te Levo Comigo" Thiago Martins com participação de Luísa Sonza                                                                       | Bibi Cavalcante Fernanda Maia | Amor de Mãe - Hits Ryan                                 | 2020 | [ 54 ] |
| "Tentação" dueto de Carol Biazin e Luísa Sonza                                                                                        | Carol Biazin Los Brasileros | Beijo de Judas                                          | 2021 | [ 55 ] |
| "The Weekend" com PrettyMuch | Brandon Arreaga Edwin Honoret Gregory Hein | INTL:EP                                                 | 2019 | [ 56 ] |
| "Toma" dueto de Luísa Sonza e MC Zaac                                                                                                 | Luísa Sonza MC Zaac Diego Timbó Rodrigo Gorky Maffalda Arthur Marques Zebu Matheus da Costa Pierre Tavares                                                  | Não adicionada à nenhum álbum                           | 2020 | [ 57 ] |
| "Tudo de Bom" dueto de PK e Luísa Sonza                                                                                               | Jefferson Junior Romeu R3 Umberto Tavares | Não adicionada à nenhum álbum                           | 2019 | [ 58 ] |
| "Twilight" dueto de Bruno Martini e Luísa Sonza                                                                                       | Bruno Martini Mayra Arduini Aguida | Original                                                | 2021 | [ 59 ] |
| "VIP *-*" dueto de Luísa Sonza e 6lack                                                                                                | Luísa Sonza 6lack DJ Thai Arthur Marques Jenni Mosello Carol Biazin King                                                                                    | Doce 22                                                 | 2021 | [ 5 ]  |
| "Você Me Vira A Cabeça (Me Tira do Sério) / Depois do Prazer" dueto de Mumuzinho e Luísa Sonza                                        | Chico Roque Paulo Sergio Kostenbader Valle Sérgio Caetano                                                                                                   | Resenha do Mumu (Ao Vivo)                               | 2022 | [ 60 ] |
| "You Don't Know Me" dueto de Luísa Sonza e Caetano Veloso                                                                             | Caetano Veloso | Escândalo Íntimo                                        | 2024 | [ 11 ] |